# Световно първенство по шахмат 1969
Световното първенство по шахмат през 1969 г. се провежда в Москва от 14 април до 17 юни 1969 г. между тогавашния световен шампион Тигран Петросян и претендента Борис Спаски, който за втори пореден път след 1966 г. спечелва състезанията между претендентите и играе мач за титлата.

## Резултати
Мачът е планиран да се състои от 24 партии, като при краен равен резултат 12-12 действащият шампион Петросян запазва титлата си.
|                        | 1 | 2 | 3 | 4 | 5 | 6 | 7 | 8 | 9 | 10 | 11 | 12 | 13 | 14 | 15 | 16 | 17 | 18 | 19 | 20 | 21 | 22 | 23 | Points |
| ---------------------- | - | - | - | - | - | - | - | - | - | -- | -- | -- | -- | -- | -- | -- | -- | -- | -- | -- | -- | -- | -- | ------ |
| Борис Спаски (СССР)    | 0 | ½ | ½ | 1 | 1 | ½ | ½ | 1 | ½ | 0  | 0  | ½  | ½  | ½  | ½  | ½  | 1  | ½  | 1  | 0  | 1  | ½  | ½  | 12½    |
| Тигран Петросян (СССР) | 1 | ½ | ½ | 0 | 0 | ½ | ½ | 0 | ½ | 1  | 1  | ½  | ½  | ½  | ½  | ½  | 0  | ½  | 0  | 1  | 0  | ½  | ½  | 10½    |

Спаски печели мача и титлата с резултат 12½ : 10½ (+6, −4, =13) и става 10-ият световен шампион по шахмат.

### Избрани партии
|   | a | b | c | d | e | f | g | h |   |
| 8 | черен топ на бяло поле a8 · черен офицер на бяло поле c8 · черен топ на бяло поле e8 · черен офицер на черно поле f8 · черен цар на бяло поле g8 · черна пешка на бяло поле b7 · черна пешка на бяло поле f7 · черна пешка на черно поле g7 · черна пешка на бяло поле a6 · черна пешка на черно поле d6 · черна пешка на бяло поле e6 · черен кон на черно поле f6 · черна пешка на черно поле h6 · черна дама на черно поле a5 · бял кон на черно поле d4 · бяла пешка на бяло поле e4 · бяла пешка на черно поле f4 · бяла пешка на бяло поле g4 · бял офицер на бяло поле b3 · бял кон на черно поле c3 · бяла пешка на бяло поле a2 · бяла пешка на черно поле b2 · бяла пешка на бяло поле c2 · бяла дама на черно поле d2 · бяла пешка на черно поле h2 · бял цар на бяло поле b1 · бял топ на бяло поле d1 · бял топ на черно поле e1 | черен топ на бяло поле a8 · черен офицер на бяло поле c8 · черен топ на бяло поле e8 · черен офицер на черно поле f8 · черен цар на бяло поле g8 · черна пешка на бяло поле b7 · черна пешка на бяло поле f7 · черна пешка на черно поле g7 · черна пешка на бяло поле a6 · черна пешка на черно поле d6 · черна пешка на бяло поле e6 · черен кон на черно поле f6 · черна пешка на черно поле h6 · черна дама на черно поле a5 · бял кон на черно поле d4 · бяла пешка на бяло поле e4 · бяла пешка на черно поле f4 · бяла пешка на бяло поле g4 · бял офицер на бяло поле b3 · бял кон на черно поле c3 · бяла пешка на бяло поле a2 · бяла пешка на черно поле b2 · бяла пешка на бяло поле c2 · бяла дама на черно поле d2 · бяла пешка на черно поле h2 · бял цар на бяло поле b1 · бял топ на бяло поле d1 · бял топ на черно поле e1 | черен топ на бяло поле a8 · черен офицер на бяло поле c8 · черен топ на бяло поле e8 · черен офицер на черно поле f8 · черен цар на бяло поле g8 · черна пешка на бяло поле b7 · черна пешка на бяло поле f7 · черна пешка на черно поле g7 · черна пешка на бяло поле a6 · черна пешка на черно поле d6 · черна пешка на бяло поле e6 · черен кон на черно поле f6 · черна пешка на черно поле h6 · черна дама на черно поле a5 · бял кон на черно поле d4 · бяла пешка на бяло поле e4 · бяла пешка на черно поле f4 · бяла пешка на бяло поле g4 · бял офицер на бяло поле b3 · бял кон на черно поле c3 · бяла пешка на бяло поле a2 · бяла пешка на черно поле b2 · бяла пешка на бяло поле c2 · бяла дама на черно поле d2 · бяла пешка на черно поле h2 · бял цар на бяло поле b1 · бял топ на бяло поле d1 · бял топ на черно поле e1 | черен топ на бяло поле a8 · черен офицер на бяло поле c8 · черен топ на бяло поле e8 · черен офицер на черно поле f8 · черен цар на бяло поле g8 · черна пешка на бяло поле b7 · черна пешка на бяло поле f7 · черна пешка на черно поле g7 · черна пешка на бяло поле a6 · черна пешка на черно поле d6 · черна пешка на бяло поле e6 · черен кон на черно поле f6 · черна пешка на черно поле h6 · черна дама на черно поле a5 · бял кон на черно поле d4 · бяла пешка на бяло поле e4 · бяла пешка на черно поле f4 · бяла пешка на бяло поле g4 · бял офицер на бяло поле b3 · бял кон на черно поле c3 · бяла пешка на бяло поле a2 · бяла пешка на черно поле b2 · бяла пешка на бяло поле c2 · бяла дама на черно поле d2 · бяла пешка на черно поле h2 · бял цар на бяло поле b1 · бял топ на бяло поле d1 · бял топ на черно поле e1 | черен топ на бяло поле a8 · черен офицер на бяло поле c8 · черен топ на бяло поле e8 · черен офицер на черно поле f8 · черен цар на бяло поле g8 · черна пешка на бяло поле b7 · черна пешка на бяло поле f7 · черна пешка на черно поле g7 · черна пешка на бяло поле a6 · черна пешка на черно поле d6 · черна пешка на бяло поле e6 · черен кон на черно поле f6 · черна пешка на черно поле h6 · черна дама на черно поле a5 · бял кон на черно поле d4 · бяла пешка на бяло поле e4 · бяла пешка на черно поле f4 · бяла пешка на бяло поле g4 · бял офицер на бяло поле b3 · бял кон на черно поле c3 · бяла пешка на бяло поле a2 · бяла пешка на черно поле b2 · бяла пешка на бяло поле c2 · бяла дама на черно поле d2 · бяла пешка на черно поле h2 · бял цар на бяло поле b1 · бял топ на бяло поле d1 · бял топ на черно поле e1 | черен топ на бяло поле a8 · черен офицер на бяло поле c8 · черен топ на бяло поле e8 · черен офицер на черно поле f8 · черен цар на бяло поле g8 · черна пешка на бяло поле b7 · черна пешка на бяло поле f7 · черна пешка на черно поле g7 · черна пешка на бяло поле a6 · черна пешка на черно поле d6 · черна пешка на бяло поле e6 · черен кон на черно поле f6 · черна пешка на черно поле h6 · черна дама на черно поле a5 · бял кон на черно поле d4 · бяла пешка на бяло поле e4 · бяла пешка на черно поле f4 · бяла пешка на бяло поле g4 · бял офицер на бяло поле b3 · бял кон на черно поле c3 · бяла пешка на бяло поле a2 · бяла пешка на черно поле b2 · бяла пешка на бяло поле c2 · бяла дама на черно поле d2 · бяла пешка на черно поле h2 · бял цар на бяло поле b1 · бял топ на бяло поле d1 · бял топ на черно поле e1 | черен топ на бяло поле a8 · черен офицер на бяло поле c8 · черен топ на бяло поле e8 · черен офицер на черно поле f8 · черен цар на бяло поле g8 · черна пешка на бяло поле b7 · черна пешка на бяло поле f7 · черна пешка на черно поле g7 · черна пешка на бяло поле a6 · черна пешка на черно поле d6 · черна пешка на бяло поле e6 · черен кон на черно поле f6 · черна пешка на черно поле h6 · черна дама на черно поле a5 · бял кон на черно поле d4 · бяла пешка на бяло поле e4 · бяла пешка на черно поле f4 · бяла пешка на бяло поле g4 · бял офицер на бяло поле b3 · бял кон на черно поле c3 · бяла пешка на бяло поле a2 · бяла пешка на черно поле b2 · бяла пешка на бяло поле c2 · бяла дама на черно поле d2 · бяла пешка на черно поле h2 · бял цар на бяло поле b1 · бял топ на бяло поле d1 · бял топ на черно поле e1 | черен топ на бяло поле a8 · черен офицер на бяло поле c8 · черен топ на бяло поле e8 · черен офицер на черно поле f8 · черен цар на бяло поле g8 · черна пешка на бяло поле b7 · черна пешка на бяло поле f7 · черна пешка на черно поле g7 · черна пешка на бяло поле a6 · черна пешка на черно поле d6 · черна пешка на бяло поле e6 · черен кон на черно поле f6 · черна пешка на черно поле h6 · черна дама на черно поле a5 · бял кон на черно поле d4 · бяла пешка на бяло поле e4 · бяла пешка на черно поле f4 · бяла пешка на бяло поле g4 · бял офицер на бяло поле b3 · бял кон на черно поле c3 · бяла пешка на бяло поле a2 · бяла пешка на черно поле b2 · бяла пешка на бяло поле c2 · бяла дама на черно поле d2 · бяла пешка на черно поле h2 · бял цар на бяло поле b1 · бял топ на бяло поле d1 · бял топ на черно поле e1 | 8 |
| 7 | черен топ на бяло поле a8 · черен офицер на бяло поле c8 · черен топ на бяло поле e8 · черен офицер на черно поле f8 · черен цар на бяло поле g8 · черна пешка на бяло поле b7 · черна пешка на бяло поле f7 · черна пешка на черно поле g7 · черна пешка на бяло поле a6 · черна пешка на черно поле d6 · черна пешка на бяло поле e6 · черен кон на черно поле f6 · черна пешка на черно поле h6 · черна дама на черно поле a5 · бял кон на черно поле d4 · бяла пешка на бяло поле e4 · бяла пешка на черно поле f4 · бяла пешка на бяло поле g4 · бял офицер на бяло поле b3 · бял кон на черно поле c3 · бяла пешка на бяло поле a2 · бяла пешка на черно поле b2 · бяла пешка на бяло поле c2 · бяла дама на черно поле d2 · бяла пешка на черно поле h2 · бял цар на бяло поле b1 · бял топ на бяло поле d1 · бял топ на черно поле e1 | черен топ на бяло поле a8 · черен офицер на бяло поле c8 · черен топ на бяло поле e8 · черен офицер на черно поле f8 · черен цар на бяло поле g8 · черна пешка на бяло поле b7 · черна пешка на бяло поле f7 · черна пешка на черно поле g7 · черна пешка на бяло поле a6 · черна пешка на черно поле d6 · черна пешка на бяло поле e6 · черен кон на черно поле f6 · черна пешка на черно поле h6 · черна дама на черно поле a5 · бял кон на черно поле d4 · бяла пешка на бяло поле e4 · бяла пешка на черно поле f4 · бяла пешка на бяло поле g4 · бял офицер на бяло поле b3 · бял кон на черно поле c3 · бяла пешка на бяло поле a2 · бяла пешка на черно поле b2 · бяла пешка на бяло поле c2 · бяла дама на черно поле d2 · бяла пешка на черно поле h2 · бял цар на бяло поле b1 · бял топ на бяло поле d1 · бял топ на черно поле e1 | черен топ на бяло поле a8 · черен офицер на бяло поле c8 · черен топ на бяло поле e8 · черен офицер на черно поле f8 · черен цар на бяло поле g8 · черна пешка на бяло поле b7 · черна пешка на бяло поле f7 · черна пешка на черно поле g7 · черна пешка на бяло поле a6 · черна пешка на черно поле d6 · черна пешка на бяло поле e6 · черен кон на черно поле f6 · черна пешка на черно поле h6 · черна дама на черно поле a5 · бял кон на черно поле d4 · бяла пешка на бяло поле e4 · бяла пешка на черно поле f4 · бяла пешка на бяло поле g4 · бял офицер на бяло поле b3 · бял кон на черно поле c3 · бяла пешка на бяло поле a2 · бяла пешка на черно поле b2 · бяла пешка на бяло поле c2 · бяла дама на черно поле d2 · бяла пешка на черно поле h2 · бял цар на бяло поле b1 · бял топ на бяло поле d1 · бял топ на черно поле e1 | черен топ на бяло поле a8 · черен офицер на бяло поле c8 · черен топ на бяло поле e8 · черен офицер на черно поле f8 · черен цар на бяло поле g8 · черна пешка на бяло поле b7 · черна пешка на бяло поле f7 · черна пешка на черно поле g7 · черна пешка на бяло поле a6 · черна пешка на черно поле d6 · черна пешка на бяло поле e6 · черен кон на черно поле f6 · черна пешка на черно поле h6 · черна дама на черно поле a5 · бял кон на черно поле d4 · бяла пешка на бяло поле e4 · бяла пешка на черно поле f4 · бяла пешка на бяло поле g4 · бял офицер на бяло поле b3 · бял кон на черно поле c3 · бяла пешка на бяло поле a2 · бяла пешка на черно поле b2 · бяла пешка на бяло поле c2 · бяла дама на черно поле d2 · бяла пешка на черно поле h2 · бял цар на бяло поле b1 · бял топ на бяло поле d1 · бял топ на черно поле e1 | черен топ на бяло поле a8 · черен офицер на бяло поле c8 · черен топ на бяло поле e8 · черен офицер на черно поле f8 · черен цар на бяло поле g8 · черна пешка на бяло поле b7 · черна пешка на бяло поле f7 · черна пешка на черно поле g7 · черна пешка на бяло поле a6 · черна пешка на черно поле d6 · черна пешка на бяло поле e6 · черен кон на черно поле f6 · черна пешка на черно поле h6 · черна дама на черно поле a5 · бял кон на черно поле d4 · бяла пешка на бяло поле e4 · бяла пешка на черно поле f4 · бяла пешка на бяло поле g4 · бял офицер на бяло поле b3 · бял кон на черно поле c3 · бяла пешка на бяло поле a2 · бяла пешка на черно поле b2 · бяла пешка на бяло поле c2 · бяла дама на черно поле d2 · бяла пешка на черно поле h2 · бял цар на бяло поле b1 · бял топ на бяло поле d1 · бял топ на черно поле e1 | черен топ на бяло поле a8 · черен офицер на бяло поле c8 · черен топ на бяло поле e8 · черен офицер на черно поле f8 · черен цар на бяло поле g8 · черна пешка на бяло поле b7 · черна пешка на бяло поле f7 · черна пешка на черно поле g7 · черна пешка на бяло поле a6 · черна пешка на черно поле d6 · черна пешка на бяло поле e6 · черен кон на черно поле f6 · черна пешка на черно поле h6 · черна дама на черно поле a5 · бял кон на черно поле d4 · бяла пешка на бяло поле e4 · бяла пешка на черно поле f4 · бяла пешка на бяло поле g4 · бял офицер на бяло поле b3 · бял кон на черно поле c3 · бяла пешка на бяло поле a2 · бяла пешка на черно поле b2 · бяла пешка на бяло поле c2 · бяла дама на черно поле d2 · бяла пешка на черно поле h2 · бял цар на бяло поле b1 · бял топ на бяло поле d1 · бял топ на черно поле e1 | черен топ на бяло поле a8 · черен офицер на бяло поле c8 · черен топ на бяло поле e8 · черен офицер на черно поле f8 · черен цар на бяло поле g8 · черна пешка на бяло поле b7 · черна пешка на бяло поле f7 · черна пешка на черно поле g7 · черна пешка на бяло поле a6 · черна пешка на черно поле d6 · черна пешка на бяло поле e6 · черен кон на черно поле f6 · черна пешка на черно поле h6 · черна дама на черно поле a5 · бял кон на черно поле d4 · бяла пешка на бяло поле e4 · бяла пешка на черно поле f4 · бяла пешка на бяло поле g4 · бял офицер на бяло поле b3 · бял кон на черно поле c3 · бяла пешка на бяло поле a2 · бяла пешка на черно поле b2 · бяла пешка на бяло поле c2 · бяла дама на черно поле d2 · бяла пешка на черно поле h2 · бял цар на бяло поле b1 · бял топ на бяло поле d1 · бял топ на черно поле e1 | черен топ на бяло поле a8 · черен офицер на бяло поле c8 · черен топ на бяло поле e8 · черен офицер на черно поле f8 · черен цар на бяло поле g8 · черна пешка на бяло поле b7 · черна пешка на бяло поле f7 · черна пешка на черно поле g7 · черна пешка на бяло поле a6 · черна пешка на черно поле d6 · черна пешка на бяло поле e6 · черен кон на черно поле f6 · черна пешка на черно поле h6 · черна дама на черно поле a5 · бял кон на черно поле d4 · бяла пешка на бяло поле e4 · бяла пешка на черно поле f4 · бяла пешка на бяло поле g4 · бял офицер на бяло поле b3 · бял кон на черно поле c3 · бяла пешка на бяло поле a2 · бяла пешка на черно поле b2 · бяла пешка на бяло поле c2 · бяла дама на черно поле d2 · бяла пешка на черно поле h2 · бял цар на бяло поле b1 · бял топ на бяло поле d1 · бял топ на черно поле e1 | 7 |
| 6 | черен топ на бяло поле a8 · черен офицер на бяло поле c8 · черен топ на бяло поле e8 · черен офицер на черно поле f8 · черен цар на бяло поле g8 · черна пешка на бяло поле b7 · черна пешка на бяло поле f7 · черна пешка на черно поле g7 · черна пешка на бяло поле a6 · черна пешка на черно поле d6 · черна пешка на бяло поле e6 · черен кон на черно поле f6 · черна пешка на черно поле h6 · черна дама на черно поле a5 · бял кон на черно поле d4 · бяла пешка на бяло поле e4 · бяла пешка на черно поле f4 · бяла пешка на бяло поле g4 · бял офицер на бяло поле b3 · бял кон на черно поле c3 · бяла пешка на бяло поле a2 · бяла пешка на черно поле b2 · бяла пешка на бяло поле c2 · бяла дама на черно поле d2 · бяла пешка на черно поле h2 · бял цар на бяло поле b1 · бял топ на бяло поле d1 · бял топ на черно поле e1 | черен топ на бяло поле a8 · черен офицер на бяло поле c8 · черен топ на бяло поле e8 · черен офицер на черно поле f8 · черен цар на бяло поле g8 · черна пешка на бяло поле b7 · черна пешка на бяло поле f7 · черна пешка на черно поле g7 · черна пешка на бяло поле a6 · черна пешка на черно поле d6 · черна пешка на бяло поле e6 · черен кон на черно поле f6 · черна пешка на черно поле h6 · черна дама на черно поле a5 · бял кон на черно поле d4 · бяла пешка на бяло поле e4 · бяла пешка на черно поле f4 · бяла пешка на бяло поле g4 · бял офицер на бяло поле b3 · бял кон на черно поле c3 · бяла пешка на бяло поле a2 · бяла пешка на черно поле b2 · бяла пешка на бяло поле c2 · бяла дама на черно поле d2 · бяла пешка на черно поле h2 · бял цар на бяло поле b1 · бял топ на бяло поле d1 · бял топ на черно поле e1 | черен топ на бяло поле a8 · черен офицер на бяло поле c8 · черен топ на бяло поле e8 · черен офицер на черно поле f8 · черен цар на бяло поле g8 · черна пешка на бяло поле b7 · черна пешка на бяло поле f7 · черна пешка на черно поле g7 · черна пешка на бяло поле a6 · черна пешка на черно поле d6 · черна пешка на бяло поле e6 · черен кон на черно поле f6 · черна пешка на черно поле h6 · черна дама на черно поле a5 · бял кон на черно поле d4 · бяла пешка на бяло поле e4 · бяла пешка на черно поле f4 · бяла пешка на бяло поле g4 · бял офицер на бяло поле b3 · бял кон на черно поле c3 · бяла пешка на бяло поле a2 · бяла пешка на черно поле b2 · бяла пешка на бяло поле c2 · бяла дама на черно поле d2 · бяла пешка на черно поле h2 · бял цар на бяло поле b1 · бял топ на бяло поле d1 · бял топ на черно поле e1 | черен топ на бяло поле a8 · черен офицер на бяло поле c8 · черен топ на бяло поле e8 · черен офицер на черно поле f8 · черен цар на бяло поле g8 · черна пешка на бяло поле b7 · черна пешка на бяло поле f7 · черна пешка на черно поле g7 · черна пешка на бяло поле a6 · черна пешка на черно поле d6 · черна пешка на бяло поле e6 · черен кон на черно поле f6 · черна пешка на черно поле h6 · черна дама на черно поле a5 · бял кон на черно поле d4 · бяла пешка на бяло поле e4 · бяла пешка на черно поле f4 · бяла пешка на бяло поле g4 · бял офицер на бяло поле b3 · бял кон на черно поле c3 · бяла пешка на бяло поле a2 · бяла пешка на черно поле b2 · бяла пешка на бяло поле c2 · бяла дама на черно поле d2 · бяла пешка на черно поле h2 · бял цар на бяло поле b1 · бял топ на бяло поле d1 · бял топ на черно поле e1 | черен топ на бяло поле a8 · черен офицер на бяло поле c8 · черен топ на бяло поле e8 · черен офицер на черно поле f8 · черен цар на бяло поле g8 · черна пешка на бяло поле b7 · черна пешка на бяло поле f7 · черна пешка на черно поле g7 · черна пешка на бяло поле a6 · черна пешка на черно поле d6 · черна пешка на бяло поле e6 · черен кон на черно поле f6 · черна пешка на черно поле h6 · черна дама на черно поле a5 · бял кон на черно поле d4 · бяла пешка на бяло поле e4 · бяла пешка на черно поле f4 · бяла пешка на бяло поле g4 · бял офицер на бяло поле b3 · бял кон на черно поле c3 · бяла пешка на бяло поле a2 · бяла пешка на черно поле b2 · бяла пешка на бяло поле c2 · бяла дама на черно поле d2 · бяла пешка на черно поле h2 · бял цар на бяло поле b1 · бял топ на бяло поле d1 · бял топ на черно поле e1 | черен топ на бяло поле a8 · черен офицер на бяло поле c8 · черен топ на бяло поле e8 · черен офицер на черно поле f8 · черен цар на бяло поле g8 · черна пешка на бяло поле b7 · черна пешка на бяло поле f7 · черна пешка на черно поле g7 · черна пешка на бяло поле a6 · черна пешка на черно поле d6 · черна пешка на бяло поле e6 · черен кон на черно поле f6 · черна пешка на черно поле h6 · черна дама на черно поле a5 · бял кон на черно поле d4 · бяла пешка на бяло поле e4 · бяла пешка на черно поле f4 · бяла пешка на бяло поле g4 · бял офицер на бяло поле b3 · бял кон на черно поле c3 · бяла пешка на бяло поле a2 · бяла пешка на черно поле b2 · бяла пешка на бяло поле c2 · бяла дама на черно поле d2 · бяла пешка на черно поле h2 · бял цар на бяло поле b1 · бял топ на бяло поле d1 · бял топ на черно поле e1 | черен топ на бяло поле a8 · черен офицер на бяло поле c8 · черен топ на бяло поле e8 · черен офицер на черно поле f8 · черен цар на бяло поле g8 · черна пешка на бяло поле b7 · черна пешка на бяло поле f7 · черна пешка на черно поле g7 · черна пешка на бяло поле a6 · черна пешка на черно поле d6 · черна пешка на бяло поле e6 · черен кон на черно поле f6 · черна пешка на черно поле h6 · черна дама на черно поле a5 · бял кон на черно поле d4 · бяла пешка на бяло поле e4 · бяла пешка на черно поле f4 · бяла пешка на бяло поле g4 · бял офицер на бяло поле b3 · бял кон на черно поле c3 · бяла пешка на бяло поле a2 · бяла пешка на черно поле b2 · бяла пешка на бяло поле c2 · бяла дама на черно поле d2 · бяла пешка на черно поле h2 · бял цар на бяло поле b1 · бял топ на бяло поле d1 · бял топ на черно поле e1 | черен топ на бяло поле a8 · черен офицер на бяло поле c8 · черен топ на бяло поле e8 · черен офицер на черно поле f8 · черен цар на бяло поле g8 · черна пешка на бяло поле b7 · черна пешка на бяло поле f7 · черна пешка на черно поле g7 · черна пешка на бяло поле a6 · черна пешка на черно поле d6 · черна пешка на бяло поле e6 · черен кон на черно поле f6 · черна пешка на черно поле h6 · черна дама на черно поле a5 · бял кон на черно поле d4 · бяла пешка на бяло поле e4 · бяла пешка на черно поле f4 · бяла пешка на бяло поле g4 · бял офицер на бяло поле b3 · бял кон на черно поле c3 · бяла пешка на бяло поле a2 · бяла пешка на черно поле b2 · бяла пешка на бяло поле c2 · бяла дама на черно поле d2 · бяла пешка на черно поле h2 · бял цар на бяло поле b1 · бял топ на бяло поле d1 · бял топ на черно поле e1 | 6 |
| 5 | черен топ на бяло поле a8 · черен офицер на бяло поле c8 · черен топ на бяло поле e8 · черен офицер на черно поле f8 · черен цар на бяло поле g8 · черна пешка на бяло поле b7 · черна пешка на бяло поле f7 · черна пешка на черно поле g7 · черна пешка на бяло поле a6 · черна пешка на черно поле d6 · черна пешка на бяло поле e6 · черен кон на черно поле f6 · черна пешка на черно поле h6 · черна дама на черно поле a5 · бял кон на черно поле d4 · бяла пешка на бяло поле e4 · бяла пешка на черно поле f4 · бяла пешка на бяло поле g4 · бял офицер на бяло поле b3 · бял кон на черно поле c3 · бяла пешка на бяло поле a2 · бяла пешка на черно поле b2 · бяла пешка на бяло поле c2 · бяла дама на черно поле d2 · бяла пешка на черно поле h2 · бял цар на бяло поле b1 · бял топ на бяло поле d1 · бял топ на черно поле e1 | черен топ на бяло поле a8 · черен офицер на бяло поле c8 · черен топ на бяло поле e8 · черен офицер на черно поле f8 · черен цар на бяло поле g8 · черна пешка на бяло поле b7 · черна пешка на бяло поле f7 · черна пешка на черно поле g7 · черна пешка на бяло поле a6 · черна пешка на черно поле d6 · черна пешка на бяло поле e6 · черен кон на черно поле f6 · черна пешка на черно поле h6 · черна дама на черно поле a5 · бял кон на черно поле d4 · бяла пешка на бяло поле e4 · бяла пешка на черно поле f4 · бяла пешка на бяло поле g4 · бял офицер на бяло поле b3 · бял кон на черно поле c3 · бяла пешка на бяло поле a2 · бяла пешка на черно поле b2 · бяла пешка на бяло поле c2 · бяла дама на черно поле d2 · бяла пешка на черно поле h2 · бял цар на бяло поле b1 · бял топ на бяло поле d1 · бял топ на черно поле e1 | черен топ на бяло поле a8 · черен офицер на бяло поле c8 · черен топ на бяло поле e8 · черен офицер на черно поле f8 · черен цар на бяло поле g8 · черна пешка на бяло поле b7 · черна пешка на бяло поле f7 · черна пешка на черно поле g7 · черна пешка на бяло поле a6 · черна пешка на черно поле d6 · черна пешка на бяло поле e6 · черен кон на черно поле f6 · черна пешка на черно поле h6 · черна дама на черно поле a5 · бял кон на черно поле d4 · бяла пешка на бяло поле e4 · бяла пешка на черно поле f4 · бяла пешка на бяло поле g4 · бял офицер на бяло поле b3 · бял кон на черно поле c3 · бяла пешка на бяло поле a2 · бяла пешка на черно поле b2 · бяла пешка на бяло поле c2 · бяла дама на черно поле d2 · бяла пешка на черно поле h2 · бял цар на бяло поле b1 · бял топ на бяло поле d1 · бял топ на черно поле e1 | черен топ на бяло поле a8 · черен офицер на бяло поле c8 · черен топ на бяло поле e8 · черен офицер на черно поле f8 · черен цар на бяло поле g8 · черна пешка на бяло поле b7 · черна пешка на бяло поле f7 · черна пешка на черно поле g7 · черна пешка на бяло поле a6 · черна пешка на черно поле d6 · черна пешка на бяло поле e6 · черен кон на черно поле f6 · черна пешка на черно поле h6 · черна дама на черно поле a5 · бял кон на черно поле d4 · бяла пешка на бяло поле e4 · бяла пешка на черно поле f4 · бяла пешка на бяло поле g4 · бял офицер на бяло поле b3 · бял кон на черно поле c3 · бяла пешка на бяло поле a2 · бяла пешка на черно поле b2 · бяла пешка на бяло поле c2 · бяла дама на черно поле d2 · бяла пешка на черно поле h2 · бял цар на бяло поле b1 · бял топ на бяло поле d1 · бял топ на черно поле e1 | черен топ на бяло поле a8 · черен офицер на бяло поле c8 · черен топ на бяло поле e8 · черен офицер на черно поле f8 · черен цар на бяло поле g8 · черна пешка на бяло поле b7 · черна пешка на бяло поле f7 · черна пешка на черно поле g7 · черна пешка на бяло поле a6 · черна пешка на черно поле d6 · черна пешка на бяло поле e6 · черен кон на черно поле f6 · черна пешка на черно поле h6 · черна дама на черно поле a5 · бял кон на черно поле d4 · бяла пешка на бяло поле e4 · бяла пешка на черно поле f4 · бяла пешка на бяло поле g4 · бял офицер на бяло поле b3 · бял кон на черно поле c3 · бяла пешка на бяло поле a2 · бяла пешка на черно поле b2 · бяла пешка на бяло поле c2 · бяла дама на черно поле d2 · бяла пешка на черно поле h2 · бял цар на бяло поле b1 · бял топ на бяло поле d1 · бял топ на черно поле e1 | черен топ на бяло поле a8 · черен офицер на бяло поле c8 · черен топ на бяло поле e8 · черен офицер на черно поле f8 · черен цар на бяло поле g8 · черна пешка на бяло поле b7 · черна пешка на бяло поле f7 · черна пешка на черно поле g7 · черна пешка на бяло поле a6 · черна пешка на черно поле d6 · черна пешка на бяло поле e6 · черен кон на черно поле f6 · черна пешка на черно поле h6 · черна дама на черно поле a5 · бял кон на черно поле d4 · бяла пешка на бяло поле e4 · бяла пешка на черно поле f4 · бяла пешка на бяло поле g4 · бял офицер на бяло поле b3 · бял кон на черно поле c3 · бяла пешка на бяло поле a2 · бяла пешка на черно поле b2 · бяла пешка на бяло поле c2 · бяла дама на черно поле d2 · бяла пешка на черно поле h2 · бял цар на бяло поле b1 · бял топ на бяло поле d1 · бял топ на черно поле e1 | черен топ на бяло поле a8 · черен офицер на бяло поле c8 · черен топ на бяло поле e8 · черен офицер на черно поле f8 · черен цар на бяло поле g8 · черна пешка на бяло поле b7 · черна пешка на бяло поле f7 · черна пешка на черно поле g7 · черна пешка на бяло поле a6 · черна пешка на черно поле d6 · черна пешка на бяло поле e6 · черен кон на черно поле f6 · черна пешка на черно поле h6 · черна дама на черно поле a5 · бял кон на черно поле d4 · бяла пешка на бяло поле e4 · бяла пешка на черно поле f4 · бяла пешка на бяло поле g4 · бял офицер на бяло поле b3 · бял кон на черно поле c3 · бяла пешка на бяло поле a2 · бяла пешка на черно поле b2 · бяла пешка на бяло поле c2 · бяла дама на черно поле d2 · бяла пешка на черно поле h2 · бял цар на бяло поле b1 · бял топ на бяло поле d1 · бял топ на черно поле e1 | черен топ на бяло поле a8 · черен офицер на бяло поле c8 · черен топ на бяло поле e8 · черен офицер на черно поле f8 · черен цар на бяло поле g8 · черна пешка на бяло поле b7 · черна пешка на бяло поле f7 · черна пешка на черно поле g7 · черна пешка на бяло поле a6 · черна пешка на черно поле d6 · черна пешка на бяло поле e6 · черен кон на черно поле f6 · черна пешка на черно поле h6 · черна дама на черно поле a5 · бял кон на черно поле d4 · бяла пешка на бяло поле e4 · бяла пешка на черно поле f4 · бяла пешка на бяло поле g4 · бял офицер на бяло поле b3 · бял кон на черно поле c3 · бяла пешка на бяло поле a2 · бяла пешка на черно поле b2 · бяла пешка на бяло поле c2 · бяла дама на черно поле d2 · бяла пешка на черно поле h2 · бял цар на бяло поле b1 · бял топ на бяло поле d1 · бял топ на черно поле e1 | 5 |
| 4 | черен топ на бяло поле a8 · черен офицер на бяло поле c8 · черен топ на бяло поле e8 · черен офицер на черно поле f8 · черен цар на бяло поле g8 · черна пешка на бяло поле b7 · черна пешка на бяло поле f7 · черна пешка на черно поле g7 · черна пешка на бяло поле a6 · черна пешка на черно поле d6 · черна пешка на бяло поле e6 · черен кон на черно поле f6 · черна пешка на черно поле h6 · черна дама на черно поле a5 · бял кон на черно поле d4 · бяла пешка на бяло поле e4 · бяла пешка на черно поле f4 · бяла пешка на бяло поле g4 · бял офицер на бяло поле b3 · бял кон на черно поле c3 · бяла пешка на бяло поле a2 · бяла пешка на черно поле b2 · бяла пешка на бяло поле c2 · бяла дама на черно поле d2 · бяла пешка на черно поле h2 · бял цар на бяло поле b1 · бял топ на бяло поле d1 · бял топ на черно поле e1 | черен топ на бяло поле a8 · черен офицер на бяло поле c8 · черен топ на бяло поле e8 · черен офицер на черно поле f8 · черен цар на бяло поле g8 · черна пешка на бяло поле b7 · черна пешка на бяло поле f7 · черна пешка на черно поле g7 · черна пешка на бяло поле a6 · черна пешка на черно поле d6 · черна пешка на бяло поле e6 · черен кон на черно поле f6 · черна пешка на черно поле h6 · черна дама на черно поле a5 · бял кон на черно поле d4 · бяла пешка на бяло поле e4 · бяла пешка на черно поле f4 · бяла пешка на бяло поле g4 · бял офицер на бяло поле b3 · бял кон на черно поле c3 · бяла пешка на бяло поле a2 · бяла пешка на черно поле b2 · бяла пешка на бяло поле c2 · бяла дама на черно поле d2 · бяла пешка на черно поле h2 · бял цар на бяло поле b1 · бял топ на бяло поле d1 · бял топ на черно поле e1 | черен топ на бяло поле a8 · черен офицер на бяло поле c8 · черен топ на бяло поле e8 · черен офицер на черно поле f8 · черен цар на бяло поле g8 · черна пешка на бяло поле b7 · черна пешка на бяло поле f7 · черна пешка на черно поле g7 · черна пешка на бяло поле a6 · черна пешка на черно поле d6 · черна пешка на бяло поле e6 · черен кон на черно поле f6 · черна пешка на черно поле h6 · черна дама на черно поле a5 · бял кон на черно поле d4 · бяла пешка на бяло поле e4 · бяла пешка на черно поле f4 · бяла пешка на бяло поле g4 · бял офицер на бяло поле b3 · бял кон на черно поле c3 · бяла пешка на бяло поле a2 · бяла пешка на черно поле b2 · бяла пешка на бяло поле c2 · бяла дама на черно поле d2 · бяла пешка на черно поле h2 · бял цар на бяло поле b1 · бял топ на бяло поле d1 · бял топ на черно поле e1 | черен топ на бяло поле a8 · черен офицер на бяло поле c8 · черен топ на бяло поле e8 · черен офицер на черно поле f8 · черен цар на бяло поле g8 · черна пешка на бяло поле b7 · черна пешка на бяло поле f7 · черна пешка на черно поле g7 · черна пешка на бяло поле a6 · черна пешка на черно поле d6 · черна пешка на бяло поле e6 · черен кон на черно поле f6 · черна пешка на черно поле h6 · черна дама на черно поле a5 · бял кон на черно поле d4 · бяла пешка на бяло поле e4 · бяла пешка на черно поле f4 · бяла пешка на бяло поле g4 · бял офицер на бяло поле b3 · бял кон на черно поле c3 · бяла пешка на бяло поле a2 · бяла пешка на черно поле b2 · бяла пешка на бяло поле c2 · бяла дама на черно поле d2 · бяла пешка на черно поле h2 · бял цар на бяло поле b1 · бял топ на бяло поле d1 · бял топ на черно поле e1 | черен топ на бяло поле a8 · черен офицер на бяло поле c8 · черен топ на бяло поле e8 · черен офицер на черно поле f8 · черен цар на бяло поле g8 · черна пешка на бяло поле b7 · черна пешка на бяло поле f7 · черна пешка на черно поле g7 · черна пешка на бяло поле a6 · черна пешка на черно поле d6 · черна пешка на бяло поле e6 · черен кон на черно поле f6 · черна пешка на черно поле h6 · черна дама на черно поле a5 · бял кон на черно поле d4 · бяла пешка на бяло поле e4 · бяла пешка на черно поле f4 · бяла пешка на бяло поле g4 · бял офицер на бяло поле b3 · бял кон на черно поле c3 · бяла пешка на бяло поле a2 · бяла пешка на черно поле b2 · бяла пешка на бяло поле c2 · бяла дама на черно поле d2 · бяла пешка на черно поле h2 · бял цар на бяло поле b1 · бял топ на бяло поле d1 · бял топ на черно поле e1 | черен топ на бяло поле a8 · черен офицер на бяло поле c8 · черен топ на бяло поле e8 · черен офицер на черно поле f8 · черен цар на бяло поле g8 · черна пешка на бяло поле b7 · черна пешка на бяло поле f7 · черна пешка на черно поле g7 · черна пешка на бяло поле a6 · черна пешка на черно поле d6 · черна пешка на бяло поле e6 · черен кон на черно поле f6 · черна пешка на черно поле h6 · черна дама на черно поле a5 · бял кон на черно поле d4 · бяла пешка на бяло поле e4 · бяла пешка на черно поле f4 · бяла пешка на бяло поле g4 · бял офицер на бяло поле b3 · бял кон на черно поле c3 · бяла пешка на бяло поле a2 · бяла пешка на черно поле b2 · бяла пешка на бяло поле c2 · бяла дама на черно поле d2 · бяла пешка на черно поле h2 · бял цар на бяло поле b1 · бял топ на бяло поле d1 · бял топ на черно поле e1 | черен топ на бяло поле a8 · черен офицер на бяло поле c8 · черен топ на бяло поле e8 · черен офицер на черно поле f8 · черен цар на бяло поле g8 · черна пешка на бяло поле b7 · черна пешка на бяло поле f7 · черна пешка на черно поле g7 · черна пешка на бяло поле a6 · черна пешка на черно поле d6 · черна пешка на бяло поле e6 · черен кон на черно поле f6 · черна пешка на черно поле h6 · черна дама на черно поле a5 · бял кон на черно поле d4 · бяла пешка на бяло поле e4 · бяла пешка на черно поле f4 · бяла пешка на бяло поле g4 · бял офицер на бяло поле b3 · бял кон на черно поле c3 · бяла пешка на бяло поле a2 · бяла пешка на черно поле b2 · бяла пешка на бяло поле c2 · бяла дама на черно поле d2 · бяла пешка на черно поле h2 · бял цар на бяло поле b1 · бял топ на бяло поле d1 · бял топ на черно поле e1 | черен топ на бяло поле a8 · черен офицер на бяло поле c8 · черен топ на бяло поле e8 · черен офицер на черно поле f8 · черен цар на бяло поле g8 · черна пешка на бяло поле b7 · черна пешка на бяло поле f7 · черна пешка на черно поле g7 · черна пешка на бяло поле a6 · черна пешка на черно поле d6 · черна пешка на бяло поле e6 · черен кон на черно поле f6 · черна пешка на черно поле h6 · черна дама на черно поле a5 · бял кон на черно поле d4 · бяла пешка на бяло поле e4 · бяла пешка на черно поле f4 · бяла пешка на бяло поле g4 · бял офицер на бяло поле b3 · бял кон на черно поле c3 · бяла пешка на бяло поле a2 · бяла пешка на черно поле b2 · бяла пешка на бяло поле c2 · бяла дама на черно поле d2 · бяла пешка на черно поле h2 · бял цар на бяло поле b1 · бял топ на бяло поле d1 · бял топ на черно поле e1 | 4 |
| 3 | черен топ на бяло поле a8 · черен офицер на бяло поле c8 · черен топ на бяло поле e8 · черен офицер на черно поле f8 · черен цар на бяло поле g8 · черна пешка на бяло поле b7 · черна пешка на бяло поле f7 · черна пешка на черно поле g7 · черна пешка на бяло поле a6 · черна пешка на черно поле d6 · черна пешка на бяло поле e6 · черен кон на черно поле f6 · черна пешка на черно поле h6 · черна дама на черно поле a5 · бял кон на черно поле d4 · бяла пешка на бяло поле e4 · бяла пешка на черно поле f4 · бяла пешка на бяло поле g4 · бял офицер на бяло поле b3 · бял кон на черно поле c3 · бяла пешка на бяло поле a2 · бяла пешка на черно поле b2 · бяла пешка на бяло поле c2 · бяла дама на черно поле d2 · бяла пешка на черно поле h2 · бял цар на бяло поле b1 · бял топ на бяло поле d1 · бял топ на черно поле e1 | черен топ на бяло поле a8 · черен офицер на бяло поле c8 · черен топ на бяло поле e8 · черен офицер на черно поле f8 · черен цар на бяло поле g8 · черна пешка на бяло поле b7 · черна пешка на бяло поле f7 · черна пешка на черно поле g7 · черна пешка на бяло поле a6 · черна пешка на черно поле d6 · черна пешка на бяло поле e6 · черен кон на черно поле f6 · черна пешка на черно поле h6 · черна дама на черно поле a5 · бял кон на черно поле d4 · бяла пешка на бяло поле e4 · бяла пешка на черно поле f4 · бяла пешка на бяло поле g4 · бял офицер на бяло поле b3 · бял кон на черно поле c3 · бяла пешка на бяло поле a2 · бяла пешка на черно поле b2 · бяла пешка на бяло поле c2 · бяла дама на черно поле d2 · бяла пешка на черно поле h2 · бял цар на бяло поле b1 · бял топ на бяло поле d1 · бял топ на черно поле e1 | черен топ на бяло поле a8 · черен офицер на бяло поле c8 · черен топ на бяло поле e8 · черен офицер на черно поле f8 · черен цар на бяло поле g8 · черна пешка на бяло поле b7 · черна пешка на бяло поле f7 · черна пешка на черно поле g7 · черна пешка на бяло поле a6 · черна пешка на черно поле d6 · черна пешка на бяло поле e6 · черен кон на черно поле f6 · черна пешка на черно поле h6 · черна дама на черно поле a5 · бял кон на черно поле d4 · бяла пешка на бяло поле e4 · бяла пешка на черно поле f4 · бяла пешка на бяло поле g4 · бял офицер на бяло поле b3 · бял кон на черно поле c3 · бяла пешка на бяло поле a2 · бяла пешка на черно поле b2 · бяла пешка на бяло поле c2 · бяла дама на черно поле d2 · бяла пешка на черно поле h2 · бял цар на бяло поле b1 · бял топ на бяло поле d1 · бял топ на черно поле e1 | черен топ на бяло поле a8 · черен офицер на бяло поле c8 · черен топ на бяло поле e8 · черен офицер на черно поле f8 · черен цар на бяло поле g8 · черна пешка на бяло поле b7 · черна пешка на бяло поле f7 · черна пешка на черно поле g7 · черна пешка на бяло поле a6 · черна пешка на черно поле d6 · черна пешка на бяло поле e6 · черен кон на черно поле f6 · черна пешка на черно поле h6 · черна дама на черно поле a5 · бял кон на черно поле d4 · бяла пешка на бяло поле e4 · бяла пешка на черно поле f4 · бяла пешка на бяло поле g4 · бял офицер на бяло поле b3 · бял кон на черно поле c3 · бяла пешка на бяло поле a2 · бяла пешка на черно поле b2 · бяла пешка на бяло поле c2 · бяла дама на черно поле d2 · бяла пешка на черно поле h2 · бял цар на бяло поле b1 · бял топ на бяло поле d1 · бял топ на черно поле e1 | черен топ на бяло поле a8 · черен офицер на бяло поле c8 · черен топ на бяло поле e8 · черен офицер на черно поле f8 · черен цар на бяло поле g8 · черна пешка на бяло поле b7 · черна пешка на бяло поле f7 · черна пешка на черно поле g7 · черна пешка на бяло поле a6 · черна пешка на черно поле d6 · черна пешка на бяло поле e6 · черен кон на черно поле f6 · черна пешка на черно поле h6 · черна дама на черно поле a5 · бял кон на черно поле d4 · бяла пешка на бяло поле e4 · бяла пешка на черно поле f4 · бяла пешка на бяло поле g4 · бял офицер на бяло поле b3 · бял кон на черно поле c3 · бяла пешка на бяло поле a2 · бяла пешка на черно поле b2 · бяла пешка на бяло поле c2 · бяла дама на черно поле d2 · бяла пешка на черно поле h2 · бял цар на бяло поле b1 · бял топ на бяло поле d1 · бял топ на черно поле e1 | черен топ на бяло поле a8 · черен офицер на бяло поле c8 · черен топ на бяло поле e8 · черен офицер на черно поле f8 · черен цар на бяло поле g8 · черна пешка на бяло поле b7 · черна пешка на бяло поле f7 · черна пешка на черно поле g7 · черна пешка на бяло поле a6 · черна пешка на черно поле d6 · черна пешка на бяло поле e6 · черен кон на черно поле f6 · черна пешка на черно поле h6 · черна дама на черно поле a5 · бял кон на черно поле d4 · бяла пешка на бяло поле e4 · бяла пешка на черно поле f4 · бяла пешка на бяло поле g4 · бял офицер на бяло поле b3 · бял кон на черно поле c3 · бяла пешка на бяло поле a2 · бяла пешка на черно поле b2 · бяла пешка на бяло поле c2 · бяла дама на черно поле d2 · бяла пешка на черно поле h2 · бял цар на бяло поле b1 · бял топ на бяло поле d1 · бял топ на черно поле e1 | черен топ на бяло поле a8 · черен офицер на бяло поле c8 · черен топ на бяло поле e8 · черен офицер на черно поле f8 · черен цар на бяло поле g8 · черна пешка на бяло поле b7 · черна пешка на бяло поле f7 · черна пешка на черно поле g7 · черна пешка на бяло поле a6 · черна пешка на черно поле d6 · черна пешка на бяло поле e6 · черен кон на черно поле f6 · черна пешка на черно поле h6 · черна дама на черно поле a5 · бял кон на черно поле d4 · бяла пешка на бяло поле e4 · бяла пешка на черно поле f4 · бяла пешка на бяло поле g4 · бял офицер на бяло поле b3 · бял кон на черно поле c3 · бяла пешка на бяло поле a2 · бяла пешка на черно поле b2 · бяла пешка на бяло поле c2 · бяла дама на черно поле d2 · бяла пешка на черно поле h2 · бял цар на бяло поле b1 · бял топ на бяло поле d1 · бял топ на черно поле e1 | черен топ на бяло поле a8 · черен офицер на бяло поле c8 · черен топ на бяло поле e8 · черен офицер на черно поле f8 · черен цар на бяло поле g8 · черна пешка на бяло поле b7 · черна пешка на бяло поле f7 · черна пешка на черно поле g7 · черна пешка на бяло поле a6 · черна пешка на черно поле d6 · черна пешка на бяло поле e6 · черен кон на черно поле f6 · черна пешка на черно поле h6 · черна дама на черно поле a5 · бял кон на черно поле d4 · бяла пешка на бяло поле e4 · бяла пешка на черно поле f4 · бяла пешка на бяло поле g4 · бял офицер на бяло поле b3 · бял кон на черно поле c3 · бяла пешка на бяло поле a2 · бяла пешка на черно поле b2 · бяла пешка на бяло поле c2 · бяла дама на черно поле d2 · бяла пешка на черно поле h2 · бял цар на бяло поле b1 · бял топ на бяло поле d1 · бял топ на черно поле e1 | 3 |
| 2 | черен топ на бяло поле a8 · черен офицер на бяло поле c8 · черен топ на бяло поле e8 · черен офицер на черно поле f8 · черен цар на бяло поле g8 · черна пешка на бяло поле b7 · черна пешка на бяло поле f7 · черна пешка на черно поле g7 · черна пешка на бяло поле a6 · черна пешка на черно поле d6 · черна пешка на бяло поле e6 · черен кон на черно поле f6 · черна пешка на черно поле h6 · черна дама на черно поле a5 · бял кон на черно поле d4 · бяла пешка на бяло поле e4 · бяла пешка на черно поле f4 · бяла пешка на бяло поле g4 · бял офицер на бяло поле b3 · бял кон на черно поле c3 · бяла пешка на бяло поле a2 · бяла пешка на черно поле b2 · бяла пешка на бяло поле c2 · бяла дама на черно поле d2 · бяла пешка на черно поле h2 · бял цар на бяло поле b1 · бял топ на бяло поле d1 · бял топ на черно поле e1 | черен топ на бяло поле a8 · черен офицер на бяло поле c8 · черен топ на бяло поле e8 · черен офицер на черно поле f8 · черен цар на бяло поле g8 · черна пешка на бяло поле b7 · черна пешка на бяло поле f7 · черна пешка на черно поле g7 · черна пешка на бяло поле a6 · черна пешка на черно поле d6 · черна пешка на бяло поле e6 · черен кон на черно поле f6 · черна пешка на черно поле h6 · черна дама на черно поле a5 · бял кон на черно поле d4 · бяла пешка на бяло поле e4 · бяла пешка на черно поле f4 · бяла пешка на бяло поле g4 · бял офицер на бяло поле b3 · бял кон на черно поле c3 · бяла пешка на бяло поле a2 · бяла пешка на черно поле b2 · бяла пешка на бяло поле c2 · бяла дама на черно поле d2 · бяла пешка на черно поле h2 · бял цар на бяло поле b1 · бял топ на бяло поле d1 · бял топ на черно поле e1 | черен топ на бяло поле a8 · черен офицер на бяло поле c8 · черен топ на бяло поле e8 · черен офицер на черно поле f8 · черен цар на бяло поле g8 · черна пешка на бяло поле b7 · черна пешка на бяло поле f7 · черна пешка на черно поле g7 · черна пешка на бяло поле a6 · черна пешка на черно поле d6 · черна пешка на бяло поле e6 · черен кон на черно поле f6 · черна пешка на черно поле h6 · черна дама на черно поле a5 · бял кон на черно поле d4 · бяла пешка на бяло поле e4 · бяла пешка на черно поле f4 · бяла пешка на бяло поле g4 · бял офицер на бяло поле b3 · бял кон на черно поле c3 · бяла пешка на бяло поле a2 · бяла пешка на черно поле b2 · бяла пешка на бяло поле c2 · бяла дама на черно поле d2 · бяла пешка на черно поле h2 · бял цар на бяло поле b1 · бял топ на бяло поле d1 · бял топ на черно поле e1 | черен топ на бяло поле a8 · черен офицер на бяло поле c8 · черен топ на бяло поле e8 · черен офицер на черно поле f8 · черен цар на бяло поле g8 · черна пешка на бяло поле b7 · черна пешка на бяло поле f7 · черна пешка на черно поле g7 · черна пешка на бяло поле a6 · черна пешка на черно поле d6 · черна пешка на бяло поле e6 · черен кон на черно поле f6 · черна пешка на черно поле h6 · черна дама на черно поле a5 · бял кон на черно поле d4 · бяла пешка на бяло поле e4 · бяла пешка на черно поле f4 · бяла пешка на бяло поле g4 · бял офицер на бяло поле b3 · бял кон на черно поле c3 · бяла пешка на бяло поле a2 · бяла пешка на черно поле b2 · бяла пешка на бяло поле c2 · бяла дама на черно поле d2 · бяла пешка на черно поле h2 · бял цар на бяло поле b1 · бял топ на бяло поле d1 · бял топ на черно поле e1 | черен топ на бяло поле a8 · черен офицер на бяло поле c8 · черен топ на бяло поле e8 · черен офицер на черно поле f8 · черен цар на бяло поле g8 · черна пешка на бяло поле b7 · черна пешка на бяло поле f7 · черна пешка на черно поле g7 · черна пешка на бяло поле a6 · черна пешка на черно поле d6 · черна пешка на бяло поле e6 · черен кон на черно поле f6 · черна пешка на черно поле h6 · черна дама на черно поле a5 · бял кон на черно поле d4 · бяла пешка на бяло поле e4 · бяла пешка на черно поле f4 · бяла пешка на бяло поле g4 · бял офицер на бяло поле b3 · бял кон на черно поле c3 · бяла пешка на бяло поле a2 · бяла пешка на черно поле b2 · бяла пешка на бяло поле c2 · бяла дама на черно поле d2 · бяла пешка на черно поле h2 · бял цар на бяло поле b1 · бял топ на бяло поле d1 · бял топ на черно поле e1 | черен топ на бяло поле a8 · черен офицер на бяло поле c8 · черен топ на бяло поле e8 · черен офицер на черно поле f8 · черен цар на бяло поле g8 · черна пешка на бяло поле b7 · черна пешка на бяло поле f7 · черна пешка на черно поле g7 · черна пешка на бяло поле a6 · черна пешка на черно поле d6 · черна пешка на бяло поле e6 · черен кон на черно поле f6 · черна пешка на черно поле h6 · черна дама на черно поле a5 · бял кон на черно поле d4 · бяла пешка на бяло поле e4 · бяла пешка на черно поле f4 · бяла пешка на бяло поле g4 · бял офицер на бяло поле b3 · бял кон на черно поле c3 · бяла пешка на бяло поле a2 · бяла пешка на черно поле b2 · бяла пешка на бяло поле c2 · бяла дама на черно поле d2 · бяла пешка на черно поле h2 · бял цар на бяло поле b1 · бял топ на бяло поле d1 · бял топ на черно поле e1 | черен топ на бяло поле a8 · черен офицер на бяло поле c8 · черен топ на бяло поле e8 · черен офицер на черно поле f8 · черен цар на бяло поле g8 · черна пешка на бяло поле b7 · черна пешка на бяло поле f7 · черна пешка на черно поле g7 · черна пешка на бяло поле a6 · черна пешка на черно поле d6 · черна пешка на бяло поле e6 · черен кон на черно поле f6 · черна пешка на черно поле h6 · черна дама на черно поле a5 · бял кон на черно поле d4 · бяла пешка на бяло поле e4 · бяла пешка на черно поле f4 · бяла пешка на бяло поле g4 · бял офицер на бяло поле b3 · бял кон на черно поле c3 · бяла пешка на бяло поле a2 · бяла пешка на черно поле b2 · бяла пешка на бяло поле c2 · бяла дама на черно поле d2 · бяла пешка на черно поле h2 · бял цар на бяло поле b1 · бял топ на бяло поле d1 · бял топ на черно поле e1 | черен топ на бяло поле a8 · черен офицер на бяло поле c8 · черен топ на бяло поле e8 · черен офицер на черно поле f8 · черен цар на бяло поле g8 · черна пешка на бяло поле b7 · черна пешка на бяло поле f7 · черна пешка на черно поле g7 · черна пешка на бяло поле a6 · черна пешка на черно поле d6 · черна пешка на бяло поле e6 · черен кон на черно поле f6 · черна пешка на черно поле h6 · черна дама на черно поле a5 · бял кон на черно поле d4 · бяла пешка на бяло поле e4 · бяла пешка на черно поле f4 · бяла пешка на бяло поле g4 · бял офицер на бяло поле b3 · бял кон на черно поле c3 · бяла пешка на бяло поле a2 · бяла пешка на черно поле b2 · бяла пешка на бяло поле c2 · бяла дама на черно поле d2 · бяла пешка на черно поле h2 · бял цар на бяло поле b1 · бял топ на бяло поле d1 · бял топ на черно поле e1 | 2 |
| 1 | черен топ на бяло поле a8 · черен офицер на бяло поле c8 · черен топ на бяло поле e8 · черен офицер на черно поле f8 · черен цар на бяло поле g8 · черна пешка на бяло поле b7 · черна пешка на бяло поле f7 · черна пешка на черно поле g7 · черна пешка на бяло поле a6 · черна пешка на черно поле d6 · черна пешка на бяло поле e6 · черен кон на черно поле f6 · черна пешка на черно поле h6 · черна дама на черно поле a5 · бял кон на черно поле d4 · бяла пешка на бяло поле e4 · бяла пешка на черно поле f4 · бяла пешка на бяло поле g4 · бял офицер на бяло поле b3 · бял кон на черно поле c3 · бяла пешка на бяло поле a2 · бяла пешка на черно поле b2 · бяла пешка на бяло поле c2 · бяла дама на черно поле d2 · бяла пешка на черно поле h2 · бял цар на бяло поле b1 · бял топ на бяло поле d1 · бял топ на черно поле e1 | черен топ на бяло поле a8 · черен офицер на бяло поле c8 · черен топ на бяло поле e8 · черен офицер на черно поле f8 · черен цар на бяло поле g8 · черна пешка на бяло поле b7 · черна пешка на бяло поле f7 · черна пешка на черно поле g7 · черна пешка на бяло поле a6 · черна пешка на черно поле d6 · черна пешка на бяло поле e6 · черен кон на черно поле f6 · черна пешка на черно поле h6 · черна дама на черно поле a5 · бял кон на черно поле d4 · бяла пешка на бяло поле e4 · бяла пешка на черно поле f4 · бяла пешка на бяло поле g4 · бял офицер на бяло поле b3 · бял кон на черно поле c3 · бяла пешка на бяло поле a2 · бяла пешка на черно поле b2 · бяла пешка на бяло поле c2 · бяла дама на черно поле d2 · бяла пешка на черно поле h2 · бял цар на бяло поле b1 · бял топ на бяло поле d1 · бял топ на черно поле e1 | черен топ на бяло поле a8 · черен офицер на бяло поле c8 · черен топ на бяло поле e8 · черен офицер на черно поле f8 · черен цар на бяло поле g8 · черна пешка на бяло поле b7 · черна пешка на бяло поле f7 · черна пешка на черно поле g7 · черна пешка на бяло поле a6 · черна пешка на черно поле d6 · черна пешка на бяло поле e6 · черен кон на черно поле f6 · черна пешка на черно поле h6 · черна дама на черно поле a5 · бял кон на черно поле d4 · бяла пешка на бяло поле e4 · бяла пешка на черно поле f4 · бяла пешка на бяло поле g4 · бял офицер на бяло поле b3 · бял кон на черно поле c3 · бяла пешка на бяло поле a2 · бяла пешка на черно поле b2 · бяла пешка на бяло поле c2 · бяла дама на черно поле d2 · бяла пешка на черно поле h2 · бял цар на бяло поле b1 · бял топ на бяло поле d1 · бял топ на черно поле e1 | черен топ на бяло поле a8 · черен офицер на бяло поле c8 · черен топ на бяло поле e8 · черен офицер на черно поле f8 · черен цар на бяло поле g8 · черна пешка на бяло поле b7 · черна пешка на бяло поле f7 · черна пешка на черно поле g7 · черна пешка на бяло поле a6 · черна пешка на черно поле d6 · черна пешка на бяло поле e6 · черен кон на черно поле f6 · черна пешка на черно поле h6 · черна дама на черно поле a5 · бял кон на черно поле d4 · бяла пешка на бяло поле e4 · бяла пешка на черно поле f4 · бяла пешка на бяло поле g4 · бял офицер на бяло поле b3 · бял кон на черно поле c3 · бяла пешка на бяло поле a2 · бяла пешка на черно поле b2 · бяла пешка на бяло поле c2 · бяла дама на черно поле d2 · бяла пешка на черно поле h2 · бял цар на бяло поле b1 · бял топ на бяло поле d1 · бял топ на черно поле e1 | черен топ на бяло поле a8 · черен офицер на бяло поле c8 · черен топ на бяло поле e8 · черен офицер на черно поле f8 · черен цар на бяло поле g8 · черна пешка на бяло поле b7 · черна пешка на бяло поле f7 · черна пешка на черно поле g7 · черна пешка на бяло поле a6 · черна пешка на черно поле d6 · черна пешка на бяло поле e6 · черен кон на черно поле f6 · черна пешка на черно поле h6 · черна дама на черно поле a5 · бял кон на черно поле d4 · бяла пешка на бяло поле e4 · бяла пешка на черно поле f4 · бяла пешка на бяло поле g4 · бял офицер на бяло поле b3 · бял кон на черно поле c3 · бяла пешка на бяло поле a2 · бяла пешка на черно поле b2 · бяла пешка на бяло поле c2 · бяла дама на черно поле d2 · бяла пешка на черно поле h2 · бял цар на бяло поле b1 · бял топ на бяло поле d1 · бял топ на черно поле e1 | черен топ на бяло поле a8 · черен офицер на бяло поле c8 · черен топ на бяло поле e8 · черен офицер на черно поле f8 · черен цар на бяло поле g8 · черна пешка на бяло поле b7 · черна пешка на бяло поле f7 · черна пешка на черно поле g7 · черна пешка на бяло поле a6 · черна пешка на черно поле d6 · черна пешка на бяло поле e6 · черен кон на черно поле f6 · черна пешка на черно поле h6 · черна дама на черно поле a5 · бял кон на черно поле d4 · бяла пешка на бяло поле e4 · бяла пешка на черно поле f4 · бяла пешка на бяло поле g4 · бял офицер на бяло поле b3 · бял кон на черно поле c3 · бяла пешка на бяло поле a2 · бяла пешка на черно поле b2 · бяла пешка на бяло поле c2 · бяла дама на черно поле d2 · бяла пешка на черно поле h2 · бял цар на бяло поле b1 · бял топ на бяло поле d1 · бял топ на черно поле e1 | черен топ на бяло поле a8 · черен офицер на бяло поле c8 · черен топ на бяло поле e8 · черен офицер на черно поле f8 · черен цар на бяло поле g8 · черна пешка на бяло поле b7 · черна пешка на бяло поле f7 · черна пешка на черно поле g7 · черна пешка на бяло поле a6 · черна пешка на черно поле d6 · черна пешка на бяло поле e6 · черен кон на черно поле f6 · черна пешка на черно поле h6 · черна дама на черно поле a5 · бял кон на черно поле d4 · бяла пешка на бяло поле e4 · бяла пешка на черно поле f4 · бяла пешка на бяло поле g4 · бял офицер на бяло поле b3 · бял кон на черно поле c3 · бяла пешка на бяло поле a2 · бяла пешка на черно поле b2 · бяла пешка на бяло поле c2 · бяла дама на черно поле d2 · бяла пешка на черно поле h2 · бял цар на бяло поле b1 · бял топ на бяло поле d1 · бял топ на черно поле e1 | черен топ на бяло поле a8 · черен офицер на бяло поле c8 · черен топ на бяло поле e8 · черен офицер на черно поле f8 · черен цар на бяло поле g8 · черна пешка на бяло поле b7 · черна пешка на бяло поле f7 · черна пешка на черно поле g7 · черна пешка на бяло поле a6 · черна пешка на черно поле d6 · черна пешка на бяло поле e6 · черен кон на черно поле f6 · черна пешка на черно поле h6 · черна дама на черно поле a5 · бял кон на черно поле d4 · бяла пешка на бяло поле e4 · бяла пешка на черно поле f4 · бяла пешка на бяло поле g4 · бял офицер на бяло поле b3 · бял кон на черно поле c3 · бяла пешка на бяло поле a2 · бяла пешка на черно поле b2 · бяла пешка на бяло поле c2 · бяла дама на черно поле d2 · бяла пешка на черно поле h2 · бял цар на бяло поле b1 · бял топ на бяло поле d1 · бял топ на черно поле e1 | 1 |
|   | a | b | c | d | e | f | g | h |   |

|   | a | b | c | d | e | f | g | h |   |
| 8 | черен топ на бяло поле a8 · черна дама на черно поле d8 · черен топ на бяло поле e8 · черен офицер на черно поле f8 · черен цар на черно поле h8 · черна пешка на бяло поле b7 · черен офицер на бяло поле d7 · черна пешка на черно поле g7 · черна пешка на бяло поле a6 · черна пешка на бяло поле e6 · бяла дама на бяло поле g6 · черна пешка на черно поле h6 · бял кон на черно поле g5 · черен кон на бяло поле h5 · черна пешка на черно поле d4 · бял офицер на бяло поле b3 · бяла пешка на бяло поле a2 · бяла пешка на черно поле b2 · бяла пешка на бяло поле c2 · бяла пешка на черно поле h2 · бял цар на бяло поле b1 · бял топ на бяло поле f1 · бял топ на черно поле g1 | черен топ на бяло поле a8 · черна дама на черно поле d8 · черен топ на бяло поле e8 · черен офицер на черно поле f8 · черен цар на черно поле h8 · черна пешка на бяло поле b7 · черен офицер на бяло поле d7 · черна пешка на черно поле g7 · черна пешка на бяло поле a6 · черна пешка на бяло поле e6 · бяла дама на бяло поле g6 · черна пешка на черно поле h6 · бял кон на черно поле g5 · черен кон на бяло поле h5 · черна пешка на черно поле d4 · бял офицер на бяло поле b3 · бяла пешка на бяло поле a2 · бяла пешка на черно поле b2 · бяла пешка на бяло поле c2 · бяла пешка на черно поле h2 · бял цар на бяло поле b1 · бял топ на бяло поле f1 · бял топ на черно поле g1 | черен топ на бяло поле a8 · черна дама на черно поле d8 · черен топ на бяло поле e8 · черен офицер на черно поле f8 · черен цар на черно поле h8 · черна пешка на бяло поле b7 · черен офицер на бяло поле d7 · черна пешка на черно поле g7 · черна пешка на бяло поле a6 · черна пешка на бяло поле e6 · бяла дама на бяло поле g6 · черна пешка на черно поле h6 · бял кон на черно поле g5 · черен кон на бяло поле h5 · черна пешка на черно поле d4 · бял офицер на бяло поле b3 · бяла пешка на бяло поле a2 · бяла пешка на черно поле b2 · бяла пешка на бяло поле c2 · бяла пешка на черно поле h2 · бял цар на бяло поле b1 · бял топ на бяло поле f1 · бял топ на черно поле g1 | черен топ на бяло поле a8 · черна дама на черно поле d8 · черен топ на бяло поле e8 · черен офицер на черно поле f8 · черен цар на черно поле h8 · черна пешка на бяло поле b7 · черен офицер на бяло поле d7 · черна пешка на черно поле g7 · черна пешка на бяло поле a6 · черна пешка на бяло поле e6 · бяла дама на бяло поле g6 · черна пешка на черно поле h6 · бял кон на черно поле g5 · черен кон на бяло поле h5 · черна пешка на черно поле d4 · бял офицер на бяло поле b3 · бяла пешка на бяло поле a2 · бяла пешка на черно поле b2 · бяла пешка на бяло поле c2 · бяла пешка на черно поле h2 · бял цар на бяло поле b1 · бял топ на бяло поле f1 · бял топ на черно поле g1 | черен топ на бяло поле a8 · черна дама на черно поле d8 · черен топ на бяло поле e8 · черен офицер на черно поле f8 · черен цар на черно поле h8 · черна пешка на бяло поле b7 · черен офицер на бяло поле d7 · черна пешка на черно поле g7 · черна пешка на бяло поле a6 · черна пешка на бяло поле e6 · бяла дама на бяло поле g6 · черна пешка на черно поле h6 · бял кон на черно поле g5 · черен кон на бяло поле h5 · черна пешка на черно поле d4 · бял офицер на бяло поле b3 · бяла пешка на бяло поле a2 · бяла пешка на черно поле b2 · бяла пешка на бяло поле c2 · бяла пешка на черно поле h2 · бял цар на бяло поле b1 · бял топ на бяло поле f1 · бял топ на черно поле g1 | черен топ на бяло поле a8 · черна дама на черно поле d8 · черен топ на бяло поле e8 · черен офицер на черно поле f8 · черен цар на черно поле h8 · черна пешка на бяло поле b7 · черен офицер на бяло поле d7 · черна пешка на черно поле g7 · черна пешка на бяло поле a6 · черна пешка на бяло поле e6 · бяла дама на бяло поле g6 · черна пешка на черно поле h6 · бял кон на черно поле g5 · черен кон на бяло поле h5 · черна пешка на черно поле d4 · бял офицер на бяло поле b3 · бяла пешка на бяло поле a2 · бяла пешка на черно поле b2 · бяла пешка на бяло поле c2 · бяла пешка на черно поле h2 · бял цар на бяло поле b1 · бял топ на бяло поле f1 · бял топ на черно поле g1 | черен топ на бяло поле a8 · черна дама на черно поле d8 · черен топ на бяло поле e8 · черен офицер на черно поле f8 · черен цар на черно поле h8 · черна пешка на бяло поле b7 · черен офицер на бяло поле d7 · черна пешка на черно поле g7 · черна пешка на бяло поле a6 · черна пешка на бяло поле e6 · бяла дама на бяло поле g6 · черна пешка на черно поле h6 · бял кон на черно поле g5 · черен кон на бяло поле h5 · черна пешка на черно поле d4 · бял офицер на бяло поле b3 · бяла пешка на бяло поле a2 · бяла пешка на черно поле b2 · бяла пешка на бяло поле c2 · бяла пешка на черно поле h2 · бял цар на бяло поле b1 · бял топ на бяло поле f1 · бял топ на черно поле g1 | черен топ на бяло поле a8 · черна дама на черно поле d8 · черен топ на бяло поле e8 · черен офицер на черно поле f8 · черен цар на черно поле h8 · черна пешка на бяло поле b7 · черен офицер на бяло поле d7 · черна пешка на черно поле g7 · черна пешка на бяло поле a6 · черна пешка на бяло поле e6 · бяла дама на бяло поле g6 · черна пешка на черно поле h6 · бял кон на черно поле g5 · черен кон на бяло поле h5 · черна пешка на черно поле d4 · бял офицер на бяло поле b3 · бяла пешка на бяло поле a2 · бяла пешка на черно поле b2 · бяла пешка на бяло поле c2 · бяла пешка на черно поле h2 · бял цар на бяло поле b1 · бял топ на бяло поле f1 · бял топ на черно поле g1 | 8 |
| 7 | черен топ на бяло поле a8 · черна дама на черно поле d8 · черен топ на бяло поле e8 · черен офицер на черно поле f8 · черен цар на черно поле h8 · черна пешка на бяло поле b7 · черен офицер на бяло поле d7 · черна пешка на черно поле g7 · черна пешка на бяло поле a6 · черна пешка на бяло поле e6 · бяла дама на бяло поле g6 · черна пешка на черно поле h6 · бял кон на черно поле g5 · черен кон на бяло поле h5 · черна пешка на черно поле d4 · бял офицер на бяло поле b3 · бяла пешка на бяло поле a2 · бяла пешка на черно поле b2 · бяла пешка на бяло поле c2 · бяла пешка на черно поле h2 · бял цар на бяло поле b1 · бял топ на бяло поле f1 · бял топ на черно поле g1 | черен топ на бяло поле a8 · черна дама на черно поле d8 · черен топ на бяло поле e8 · черен офицер на черно поле f8 · черен цар на черно поле h8 · черна пешка на бяло поле b7 · черен офицер на бяло поле d7 · черна пешка на черно поле g7 · черна пешка на бяло поле a6 · черна пешка на бяло поле e6 · бяла дама на бяло поле g6 · черна пешка на черно поле h6 · бял кон на черно поле g5 · черен кон на бяло поле h5 · черна пешка на черно поле d4 · бял офицер на бяло поле b3 · бяла пешка на бяло поле a2 · бяла пешка на черно поле b2 · бяла пешка на бяло поле c2 · бяла пешка на черно поле h2 · бял цар на бяло поле b1 · бял топ на бяло поле f1 · бял топ на черно поле g1 | черен топ на бяло поле a8 · черна дама на черно поле d8 · черен топ на бяло поле e8 · черен офицер на черно поле f8 · черен цар на черно поле h8 · черна пешка на бяло поле b7 · черен офицер на бяло поле d7 · черна пешка на черно поле g7 · черна пешка на бяло поле a6 · черна пешка на бяло поле e6 · бяла дама на бяло поле g6 · черна пешка на черно поле h6 · бял кон на черно поле g5 · черен кон на бяло поле h5 · черна пешка на черно поле d4 · бял офицер на бяло поле b3 · бяла пешка на бяло поле a2 · бяла пешка на черно поле b2 · бяла пешка на бяло поле c2 · бяла пешка на черно поле h2 · бял цар на бяло поле b1 · бял топ на бяло поле f1 · бял топ на черно поле g1 | черен топ на бяло поле a8 · черна дама на черно поле d8 · черен топ на бяло поле e8 · черен офицер на черно поле f8 · черен цар на черно поле h8 · черна пешка на бяло поле b7 · черен офицер на бяло поле d7 · черна пешка на черно поле g7 · черна пешка на бяло поле a6 · черна пешка на бяло поле e6 · бяла дама на бяло поле g6 · черна пешка на черно поле h6 · бял кон на черно поле g5 · черен кон на бяло поле h5 · черна пешка на черно поле d4 · бял офицер на бяло поле b3 · бяла пешка на бяло поле a2 · бяла пешка на черно поле b2 · бяла пешка на бяло поле c2 · бяла пешка на черно поле h2 · бял цар на бяло поле b1 · бял топ на бяло поле f1 · бял топ на черно поле g1 | черен топ на бяло поле a8 · черна дама на черно поле d8 · черен топ на бяло поле e8 · черен офицер на черно поле f8 · черен цар на черно поле h8 · черна пешка на бяло поле b7 · черен офицер на бяло поле d7 · черна пешка на черно поле g7 · черна пешка на бяло поле a6 · черна пешка на бяло поле e6 · бяла дама на бяло поле g6 · черна пешка на черно поле h6 · бял кон на черно поле g5 · черен кон на бяло поле h5 · черна пешка на черно поле d4 · бял офицер на бяло поле b3 · бяла пешка на бяло поле a2 · бяла пешка на черно поле b2 · бяла пешка на бяло поле c2 · бяла пешка на черно поле h2 · бял цар на бяло поле b1 · бял топ на бяло поле f1 · бял топ на черно поле g1 | черен топ на бяло поле a8 · черна дама на черно поле d8 · черен топ на бяло поле e8 · черен офицер на черно поле f8 · черен цар на черно поле h8 · черна пешка на бяло поле b7 · черен офицер на бяло поле d7 · черна пешка на черно поле g7 · черна пешка на бяло поле a6 · черна пешка на бяло поле e6 · бяла дама на бяло поле g6 · черна пешка на черно поле h6 · бял кон на черно поле g5 · черен кон на бяло поле h5 · черна пешка на черно поле d4 · бял офицер на бяло поле b3 · бяла пешка на бяло поле a2 · бяла пешка на черно поле b2 · бяла пешка на бяло поле c2 · бяла пешка на черно поле h2 · бял цар на бяло поле b1 · бял топ на бяло поле f1 · бял топ на черно поле g1 | черен топ на бяло поле a8 · черна дама на черно поле d8 · черен топ на бяло поле e8 · черен офицер на черно поле f8 · черен цар на черно поле h8 · черна пешка на бяло поле b7 · черен офицер на бяло поле d7 · черна пешка на черно поле g7 · черна пешка на бяло поле a6 · черна пешка на бяло поле e6 · бяла дама на бяло поле g6 · черна пешка на черно поле h6 · бял кон на черно поле g5 · черен кон на бяло поле h5 · черна пешка на черно поле d4 · бял офицер на бяло поле b3 · бяла пешка на бяло поле a2 · бяла пешка на черно поле b2 · бяла пешка на бяло поле c2 · бяла пешка на черно поле h2 · бял цар на бяло поле b1 · бял топ на бяло поле f1 · бял топ на черно поле g1 | черен топ на бяло поле a8 · черна дама на черно поле d8 · черен топ на бяло поле e8 · черен офицер на черно поле f8 · черен цар на черно поле h8 · черна пешка на бяло поле b7 · черен офицер на бяло поле d7 · черна пешка на черно поле g7 · черна пешка на бяло поле a6 · черна пешка на бяло поле e6 · бяла дама на бяло поле g6 · черна пешка на черно поле h6 · бял кон на черно поле g5 · черен кон на бяло поле h5 · черна пешка на черно поле d4 · бял офицер на бяло поле b3 · бяла пешка на бяло поле a2 · бяла пешка на черно поле b2 · бяла пешка на бяло поле c2 · бяла пешка на черно поле h2 · бял цар на бяло поле b1 · бял топ на бяло поле f1 · бял топ на черно поле g1 | 7 |
| 6 | черен топ на бяло поле a8 · черна дама на черно поле d8 · черен топ на бяло поле e8 · черен офицер на черно поле f8 · черен цар на черно поле h8 · черна пешка на бяло поле b7 · черен офицер на бяло поле d7 · черна пешка на черно поле g7 · черна пешка на бяло поле a6 · черна пешка на бяло поле e6 · бяла дама на бяло поле g6 · черна пешка на черно поле h6 · бял кон на черно поле g5 · черен кон на бяло поле h5 · черна пешка на черно поле d4 · бял офицер на бяло поле b3 · бяла пешка на бяло поле a2 · бяла пешка на черно поле b2 · бяла пешка на бяло поле c2 · бяла пешка на черно поле h2 · бял цар на бяло поле b1 · бял топ на бяло поле f1 · бял топ на черно поле g1 | черен топ на бяло поле a8 · черна дама на черно поле d8 · черен топ на бяло поле e8 · черен офицер на черно поле f8 · черен цар на черно поле h8 · черна пешка на бяло поле b7 · черен офицер на бяло поле d7 · черна пешка на черно поле g7 · черна пешка на бяло поле a6 · черна пешка на бяло поле e6 · бяла дама на бяло поле g6 · черна пешка на черно поле h6 · бял кон на черно поле g5 · черен кон на бяло поле h5 · черна пешка на черно поле d4 · бял офицер на бяло поле b3 · бяла пешка на бяло поле a2 · бяла пешка на черно поле b2 · бяла пешка на бяло поле c2 · бяла пешка на черно поле h2 · бял цар на бяло поле b1 · бял топ на бяло поле f1 · бял топ на черно поле g1 | черен топ на бяло поле a8 · черна дама на черно поле d8 · черен топ на бяло поле e8 · черен офицер на черно поле f8 · черен цар на черно поле h8 · черна пешка на бяло поле b7 · черен офицер на бяло поле d7 · черна пешка на черно поле g7 · черна пешка на бяло поле a6 · черна пешка на бяло поле e6 · бяла дама на бяло поле g6 · черна пешка на черно поле h6 · бял кон на черно поле g5 · черен кон на бяло поле h5 · черна пешка на черно поле d4 · бял офицер на бяло поле b3 · бяла пешка на бяло поле a2 · бяла пешка на черно поле b2 · бяла пешка на бяло поле c2 · бяла пешка на черно поле h2 · бял цар на бяло поле b1 · бял топ на бяло поле f1 · бял топ на черно поле g1 | черен топ на бяло поле a8 · черна дама на черно поле d8 · черен топ на бяло поле e8 · черен офицер на черно поле f8 · черен цар на черно поле h8 · черна пешка на бяло поле b7 · черен офицер на бяло поле d7 · черна пешка на черно поле g7 · черна пешка на бяло поле a6 · черна пешка на бяло поле e6 · бяла дама на бяло поле g6 · черна пешка на черно поле h6 · бял кон на черно поле g5 · черен кон на бяло поле h5 · черна пешка на черно поле d4 · бял офицер на бяло поле b3 · бяла пешка на бяло поле a2 · бяла пешка на черно поле b2 · бяла пешка на бяло поле c2 · бяла пешка на черно поле h2 · бял цар на бяло поле b1 · бял топ на бяло поле f1 · бял топ на черно поле g1 | черен топ на бяло поле a8 · черна дама на черно поле d8 · черен топ на бяло поле e8 · черен офицер на черно поле f8 · черен цар на черно поле h8 · черна пешка на бяло поле b7 · черен офицер на бяло поле d7 · черна пешка на черно поле g7 · черна пешка на бяло поле a6 · черна пешка на бяло поле e6 · бяла дама на бяло поле g6 · черна пешка на черно поле h6 · бял кон на черно поле g5 · черен кон на бяло поле h5 · черна пешка на черно поле d4 · бял офицер на бяло поле b3 · бяла пешка на бяло поле a2 · бяла пешка на черно поле b2 · бяла пешка на бяло поле c2 · бяла пешка на черно поле h2 · бял цар на бяло поле b1 · бял топ на бяло поле f1 · бял топ на черно поле g1 | черен топ на бяло поле a8 · черна дама на черно поле d8 · черен топ на бяло поле e8 · черен офицер на черно поле f8 · черен цар на черно поле h8 · черна пешка на бяло поле b7 · черен офицер на бяло поле d7 · черна пешка на черно поле g7 · черна пешка на бяло поле a6 · черна пешка на бяло поле e6 · бяла дама на бяло поле g6 · черна пешка на черно поле h6 · бял кон на черно поле g5 · черен кон на бяло поле h5 · черна пешка на черно поле d4 · бял офицер на бяло поле b3 · бяла пешка на бяло поле a2 · бяла пешка на черно поле b2 · бяла пешка на бяло поле c2 · бяла пешка на черно поле h2 · бял цар на бяло поле b1 · бял топ на бяло поле f1 · бял топ на черно поле g1 | черен топ на бяло поле a8 · черна дама на черно поле d8 · черен топ на бяло поле e8 · черен офицер на черно поле f8 · черен цар на черно поле h8 · черна пешка на бяло поле b7 · черен офицер на бяло поле d7 · черна пешка на черно поле g7 · черна пешка на бяло поле a6 · черна пешка на бяло поле e6 · бяла дама на бяло поле g6 · черна пешка на черно поле h6 · бял кон на черно поле g5 · черен кон на бяло поле h5 · черна пешка на черно поле d4 · бял офицер на бяло поле b3 · бяла пешка на бяло поле a2 · бяла пешка на черно поле b2 · бяла пешка на бяло поле c2 · бяла пешка на черно поле h2 · бял цар на бяло поле b1 · бял топ на бяло поле f1 · бял топ на черно поле g1 | черен топ на бяло поле a8 · черна дама на черно поле d8 · черен топ на бяло поле e8 · черен офицер на черно поле f8 · черен цар на черно поле h8 · черна пешка на бяло поле b7 · черен офицер на бяло поле d7 · черна пешка на черно поле g7 · черна пешка на бяло поле a6 · черна пешка на бяло поле e6 · бяла дама на бяло поле g6 · черна пешка на черно поле h6 · бял кон на черно поле g5 · черен кон на бяло поле h5 · черна пешка на черно поле d4 · бял офицер на бяло поле b3 · бяла пешка на бяло поле a2 · бяла пешка на черно поле b2 · бяла пешка на бяло поле c2 · бяла пешка на черно поле h2 · бял цар на бяло поле b1 · бял топ на бяло поле f1 · бял топ на черно поле g1 | 6 |
| 5 | черен топ на бяло поле a8 · черна дама на черно поле d8 · черен топ на бяло поле e8 · черен офицер на черно поле f8 · черен цар на черно поле h8 · черна пешка на бяло поле b7 · черен офицер на бяло поле d7 · черна пешка на черно поле g7 · черна пешка на бяло поле a6 · черна пешка на бяло поле e6 · бяла дама на бяло поле g6 · черна пешка на черно поле h6 · бял кон на черно поле g5 · черен кон на бяло поле h5 · черна пешка на черно поле d4 · бял офицер на бяло поле b3 · бяла пешка на бяло поле a2 · бяла пешка на черно поле b2 · бяла пешка на бяло поле c2 · бяла пешка на черно поле h2 · бял цар на бяло поле b1 · бял топ на бяло поле f1 · бял топ на черно поле g1 | черен топ на бяло поле a8 · черна дама на черно поле d8 · черен топ на бяло поле e8 · черен офицер на черно поле f8 · черен цар на черно поле h8 · черна пешка на бяло поле b7 · черен офицер на бяло поле d7 · черна пешка на черно поле g7 · черна пешка на бяло поле a6 · черна пешка на бяло поле e6 · бяла дама на бяло поле g6 · черна пешка на черно поле h6 · бял кон на черно поле g5 · черен кон на бяло поле h5 · черна пешка на черно поле d4 · бял офицер на бяло поле b3 · бяла пешка на бяло поле a2 · бяла пешка на черно поле b2 · бяла пешка на бяло поле c2 · бяла пешка на черно поле h2 · бял цар на бяло поле b1 · бял топ на бяло поле f1 · бял топ на черно поле g1 | черен топ на бяло поле a8 · черна дама на черно поле d8 · черен топ на бяло поле e8 · черен офицер на черно поле f8 · черен цар на черно поле h8 · черна пешка на бяло поле b7 · черен офицер на бяло поле d7 · черна пешка на черно поле g7 · черна пешка на бяло поле a6 · черна пешка на бяло поле e6 · бяла дама на бяло поле g6 · черна пешка на черно поле h6 · бял кон на черно поле g5 · черен кон на бяло поле h5 · черна пешка на черно поле d4 · бял офицер на бяло поле b3 · бяла пешка на бяло поле a2 · бяла пешка на черно поле b2 · бяла пешка на бяло поле c2 · бяла пешка на черно поле h2 · бял цар на бяло поле b1 · бял топ на бяло поле f1 · бял топ на черно поле g1 | черен топ на бяло поле a8 · черна дама на черно поле d8 · черен топ на бяло поле e8 · черен офицер на черно поле f8 · черен цар на черно поле h8 · черна пешка на бяло поле b7 · черен офицер на бяло поле d7 · черна пешка на черно поле g7 · черна пешка на бяло поле a6 · черна пешка на бяло поле e6 · бяла дама на бяло поле g6 · черна пешка на черно поле h6 · бял кон на черно поле g5 · черен кон на бяло поле h5 · черна пешка на черно поле d4 · бял офицер на бяло поле b3 · бяла пешка на бяло поле a2 · бяла пешка на черно поле b2 · бяла пешка на бяло поле c2 · бяла пешка на черно поле h2 · бял цар на бяло поле b1 · бял топ на бяло поле f1 · бял топ на черно поле g1 | черен топ на бяло поле a8 · черна дама на черно поле d8 · черен топ на бяло поле e8 · черен офицер на черно поле f8 · черен цар на черно поле h8 · черна пешка на бяло поле b7 · черен офицер на бяло поле d7 · черна пешка на черно поле g7 · черна пешка на бяло поле a6 · черна пешка на бяло поле e6 · бяла дама на бяло поле g6 · черна пешка на черно поле h6 · бял кон на черно поле g5 · черен кон на бяло поле h5 · черна пешка на черно поле d4 · бял офицер на бяло поле b3 · бяла пешка на бяло поле a2 · бяла пешка на черно поле b2 · бяла пешка на бяло поле c2 · бяла пешка на черно поле h2 · бял цар на бяло поле b1 · бял топ на бяло поле f1 · бял топ на черно поле g1 | черен топ на бяло поле a8 · черна дама на черно поле d8 · черен топ на бяло поле e8 · черен офицер на черно поле f8 · черен цар на черно поле h8 · черна пешка на бяло поле b7 · черен офицер на бяло поле d7 · черна пешка на черно поле g7 · черна пешка на бяло поле a6 · черна пешка на бяло поле e6 · бяла дама на бяло поле g6 · черна пешка на черно поле h6 · бял кон на черно поле g5 · черен кон на бяло поле h5 · черна пешка на черно поле d4 · бял офицер на бяло поле b3 · бяла пешка на бяло поле a2 · бяла пешка на черно поле b2 · бяла пешка на бяло поле c2 · бяла пешка на черно поле h2 · бял цар на бяло поле b1 · бял топ на бяло поле f1 · бял топ на черно поле g1 | черен топ на бяло поле a8 · черна дама на черно поле d8 · черен топ на бяло поле e8 · черен офицер на черно поле f8 · черен цар на черно поле h8 · черна пешка на бяло поле b7 · черен офицер на бяло поле d7 · черна пешка на черно поле g7 · черна пешка на бяло поле a6 · черна пешка на бяло поле e6 · бяла дама на бяло поле g6 · черна пешка на черно поле h6 · бял кон на черно поле g5 · черен кон на бяло поле h5 · черна пешка на черно поле d4 · бял офицер на бяло поле b3 · бяла пешка на бяло поле a2 · бяла пешка на черно поле b2 · бяла пешка на бяло поле c2 · бяла пешка на черно поле h2 · бял цар на бяло поле b1 · бял топ на бяло поле f1 · бял топ на черно поле g1 | черен топ на бяло поле a8 · черна дама на черно поле d8 · черен топ на бяло поле e8 · черен офицер на черно поле f8 · черен цар на черно поле h8 · черна пешка на бяло поле b7 · черен офицер на бяло поле d7 · черна пешка на черно поле g7 · черна пешка на бяло поле a6 · черна пешка на бяло поле e6 · бяла дама на бяло поле g6 · черна пешка на черно поле h6 · бял кон на черно поле g5 · черен кон на бяло поле h5 · черна пешка на черно поле d4 · бял офицер на бяло поле b3 · бяла пешка на бяло поле a2 · бяла пешка на черно поле b2 · бяла пешка на бяло поле c2 · бяла пешка на черно поле h2 · бял цар на бяло поле b1 · бял топ на бяло поле f1 · бял топ на черно поле g1 | 5 |
| 4 | черен топ на бяло поле a8 · черна дама на черно поле d8 · черен топ на бяло поле e8 · черен офицер на черно поле f8 · черен цар на черно поле h8 · черна пешка на бяло поле b7 · черен офицер на бяло поле d7 · черна пешка на черно поле g7 · черна пешка на бяло поле a6 · черна пешка на бяло поле e6 · бяла дама на бяло поле g6 · черна пешка на черно поле h6 · бял кон на черно поле g5 · черен кон на бяло поле h5 · черна пешка на черно поле d4 · бял офицер на бяло поле b3 · бяла пешка на бяло поле a2 · бяла пешка на черно поле b2 · бяла пешка на бяло поле c2 · бяла пешка на черно поле h2 · бял цар на бяло поле b1 · бял топ на бяло поле f1 · бял топ на черно поле g1 | черен топ на бяло поле a8 · черна дама на черно поле d8 · черен топ на бяло поле e8 · черен офицер на черно поле f8 · черен цар на черно поле h8 · черна пешка на бяло поле b7 · черен офицер на бяло поле d7 · черна пешка на черно поле g7 · черна пешка на бяло поле a6 · черна пешка на бяло поле e6 · бяла дама на бяло поле g6 · черна пешка на черно поле h6 · бял кон на черно поле g5 · черен кон на бяло поле h5 · черна пешка на черно поле d4 · бял офицер на бяло поле b3 · бяла пешка на бяло поле a2 · бяла пешка на черно поле b2 · бяла пешка на бяло поле c2 · бяла пешка на черно поле h2 · бял цар на бяло поле b1 · бял топ на бяло поле f1 · бял топ на черно поле g1 | черен топ на бяло поле a8 · черна дама на черно поле d8 · черен топ на бяло поле e8 · черен офицер на черно поле f8 · черен цар на черно поле h8 · черна пешка на бяло поле b7 · черен офицер на бяло поле d7 · черна пешка на черно поле g7 · черна пешка на бяло поле a6 · черна пешка на бяло поле e6 · бяла дама на бяло поле g6 · черна пешка на черно поле h6 · бял кон на черно поле g5 · черен кон на бяло поле h5 · черна пешка на черно поле d4 · бял офицер на бяло поле b3 · бяла пешка на бяло поле a2 · бяла пешка на черно поле b2 · бяла пешка на бяло поле c2 · бяла пешка на черно поле h2 · бял цар на бяло поле b1 · бял топ на бяло поле f1 · бял топ на черно поле g1 | черен топ на бяло поле a8 · черна дама на черно поле d8 · черен топ на бяло поле e8 · черен офицер на черно поле f8 · черен цар на черно поле h8 · черна пешка на бяло поле b7 · черен офицер на бяло поле d7 · черна пешка на черно поле g7 · черна пешка на бяло поле a6 · черна пешка на бяло поле e6 · бяла дама на бяло поле g6 · черна пешка на черно поле h6 · бял кон на черно поле g5 · черен кон на бяло поле h5 · черна пешка на черно поле d4 · бял офицер на бяло поле b3 · бяла пешка на бяло поле a2 · бяла пешка на черно поле b2 · бяла пешка на бяло поле c2 · бяла пешка на черно поле h2 · бял цар на бяло поле b1 · бял топ на бяло поле f1 · бял топ на черно поле g1 | черен топ на бяло поле a8 · черна дама на черно поле d8 · черен топ на бяло поле e8 · черен офицер на черно поле f8 · черен цар на черно поле h8 · черна пешка на бяло поле b7 · черен офицер на бяло поле d7 · черна пешка на черно поле g7 · черна пешка на бяло поле a6 · черна пешка на бяло поле e6 · бяла дама на бяло поле g6 · черна пешка на черно поле h6 · бял кон на черно поле g5 · черен кон на бяло поле h5 · черна пешка на черно поле d4 · бял офицер на бяло поле b3 · бяла пешка на бяло поле a2 · бяла пешка на черно поле b2 · бяла пешка на бяло поле c2 · бяла пешка на черно поле h2 · бял цар на бяло поле b1 · бял топ на бяло поле f1 · бял топ на черно поле g1 | черен топ на бяло поле a8 · черна дама на черно поле d8 · черен топ на бяло поле e8 · черен офицер на черно поле f8 · черен цар на черно поле h8 · черна пешка на бяло поле b7 · черен офицер на бяло поле d7 · черна пешка на черно поле g7 · черна пешка на бяло поле a6 · черна пешка на бяло поле e6 · бяла дама на бяло поле g6 · черна пешка на черно поле h6 · бял кон на черно поле g5 · черен кон на бяло поле h5 · черна пешка на черно поле d4 · бял офицер на бяло поле b3 · бяла пешка на бяло поле a2 · бяла пешка на черно поле b2 · бяла пешка на бяло поле c2 · бяла пешка на черно поле h2 · бял цар на бяло поле b1 · бял топ на бяло поле f1 · бял топ на черно поле g1 | черен топ на бяло поле a8 · черна дама на черно поле d8 · черен топ на бяло поле e8 · черен офицер на черно поле f8 · черен цар на черно поле h8 · черна пешка на бяло поле b7 · черен офицер на бяло поле d7 · черна пешка на черно поле g7 · черна пешка на бяло поле a6 · черна пешка на бяло поле e6 · бяла дама на бяло поле g6 · черна пешка на черно поле h6 · бял кон на черно поле g5 · черен кон на бяло поле h5 · черна пешка на черно поле d4 · бял офицер на бяло поле b3 · бяла пешка на бяло поле a2 · бяла пешка на черно поле b2 · бяла пешка на бяло поле c2 · бяла пешка на черно поле h2 · бял цар на бяло поле b1 · бял топ на бяло поле f1 · бял топ на черно поле g1 | черен топ на бяло поле a8 · черна дама на черно поле d8 · черен топ на бяло поле e8 · черен офицер на черно поле f8 · черен цар на черно поле h8 · черна пешка на бяло поле b7 · черен офицер на бяло поле d7 · черна пешка на черно поле g7 · черна пешка на бяло поле a6 · черна пешка на бяло поле e6 · бяла дама на бяло поле g6 · черна пешка на черно поле h6 · бял кон на черно поле g5 · черен кон на бяло поле h5 · черна пешка на черно поле d4 · бял офицер на бяло поле b3 · бяла пешка на бяло поле a2 · бяла пешка на черно поле b2 · бяла пешка на бяло поле c2 · бяла пешка на черно поле h2 · бял цар на бяло поле b1 · бял топ на бяло поле f1 · бял топ на черно поле g1 | 4 |
| 3 | черен топ на бяло поле a8 · черна дама на черно поле d8 · черен топ на бяло поле e8 · черен офицер на черно поле f8 · черен цар на черно поле h8 · черна пешка на бяло поле b7 · черен офицер на бяло поле d7 · черна пешка на черно поле g7 · черна пешка на бяло поле a6 · черна пешка на бяло поле e6 · бяла дама на бяло поле g6 · черна пешка на черно поле h6 · бял кон на черно поле g5 · черен кон на бяло поле h5 · черна пешка на черно поле d4 · бял офицер на бяло поле b3 · бяла пешка на бяло поле a2 · бяла пешка на черно поле b2 · бяла пешка на бяло поле c2 · бяла пешка на черно поле h2 · бял цар на бяло поле b1 · бял топ на бяло поле f1 · бял топ на черно поле g1 | черен топ на бяло поле a8 · черна дама на черно поле d8 · черен топ на бяло поле e8 · черен офицер на черно поле f8 · черен цар на черно поле h8 · черна пешка на бяло поле b7 · черен офицер на бяло поле d7 · черна пешка на черно поле g7 · черна пешка на бяло поле a6 · черна пешка на бяло поле e6 · бяла дама на бяло поле g6 · черна пешка на черно поле h6 · бял кон на черно поле g5 · черен кон на бяло поле h5 · черна пешка на черно поле d4 · бял офицер на бяло поле b3 · бяла пешка на бяло поле a2 · бяла пешка на черно поле b2 · бяла пешка на бяло поле c2 · бяла пешка на черно поле h2 · бял цар на бяло поле b1 · бял топ на бяло поле f1 · бял топ на черно поле g1 | черен топ на бяло поле a8 · черна дама на черно поле d8 · черен топ на бяло поле e8 · черен офицер на черно поле f8 · черен цар на черно поле h8 · черна пешка на бяло поле b7 · черен офицер на бяло поле d7 · черна пешка на черно поле g7 · черна пешка на бяло поле a6 · черна пешка на бяло поле e6 · бяла дама на бяло поле g6 · черна пешка на черно поле h6 · бял кон на черно поле g5 · черен кон на бяло поле h5 · черна пешка на черно поле d4 · бял офицер на бяло поле b3 · бяла пешка на бяло поле a2 · бяла пешка на черно поле b2 · бяла пешка на бяло поле c2 · бяла пешка на черно поле h2 · бял цар на бяло поле b1 · бял топ на бяло поле f1 · бял топ на черно поле g1 | черен топ на бяло поле a8 · черна дама на черно поле d8 · черен топ на бяло поле e8 · черен офицер на черно поле f8 · черен цар на черно поле h8 · черна пешка на бяло поле b7 · черен офицер на бяло поле d7 · черна пешка на черно поле g7 · черна пешка на бяло поле a6 · черна пешка на бяло поле e6 · бяла дама на бяло поле g6 · черна пешка на черно поле h6 · бял кон на черно поле g5 · черен кон на бяло поле h5 · черна пешка на черно поле d4 · бял офицер на бяло поле b3 · бяла пешка на бяло поле a2 · бяла пешка на черно поле b2 · бяла пешка на бяло поле c2 · бяла пешка на черно поле h2 · бял цар на бяло поле b1 · бял топ на бяло поле f1 · бял топ на черно поле g1 | черен топ на бяло поле a8 · черна дама на черно поле d8 · черен топ на бяло поле e8 · черен офицер на черно поле f8 · черен цар на черно поле h8 · черна пешка на бяло поле b7 · черен офицер на бяло поле d7 · черна пешка на черно поле g7 · черна пешка на бяло поле a6 · черна пешка на бяло поле e6 · бяла дама на бяло поле g6 · черна пешка на черно поле h6 · бял кон на черно поле g5 · черен кон на бяло поле h5 · черна пешка на черно поле d4 · бял офицер на бяло поле b3 · бяла пешка на бяло поле a2 · бяла пешка на черно поле b2 · бяла пешка на бяло поле c2 · бяла пешка на черно поле h2 · бял цар на бяло поле b1 · бял топ на бяло поле f1 · бял топ на черно поле g1 | черен топ на бяло поле a8 · черна дама на черно поле d8 · черен топ на бяло поле e8 · черен офицер на черно поле f8 · черен цар на черно поле h8 · черна пешка на бяло поле b7 · черен офицер на бяло поле d7 · черна пешка на черно поле g7 · черна пешка на бяло поле a6 · черна пешка на бяло поле e6 · бяла дама на бяло поле g6 · черна пешка на черно поле h6 · бял кон на черно поле g5 · черен кон на бяло поле h5 · черна пешка на черно поле d4 · бял офицер на бяло поле b3 · бяла пешка на бяло поле a2 · бяла пешка на черно поле b2 · бяла пешка на бяло поле c2 · бяла пешка на черно поле h2 · бял цар на бяло поле b1 · бял топ на бяло поле f1 · бял топ на черно поле g1 | черен топ на бяло поле a8 · черна дама на черно поле d8 · черен топ на бяло поле e8 · черен офицер на черно поле f8 · черен цар на черно поле h8 · черна пешка на бяло поле b7 · черен офицер на бяло поле d7 · черна пешка на черно поле g7 · черна пешка на бяло поле a6 · черна пешка на бяло поле e6 · бяла дама на бяло поле g6 · черна пешка на черно поле h6 · бял кон на черно поле g5 · черен кон на бяло поле h5 · черна пешка на черно поле d4 · бял офицер на бяло поле b3 · бяла пешка на бяло поле a2 · бяла пешка на черно поле b2 · бяла пешка на бяло поле c2 · бяла пешка на черно поле h2 · бял цар на бяло поле b1 · бял топ на бяло поле f1 · бял топ на черно поле g1 | черен топ на бяло поле a8 · черна дама на черно поле d8 · черен топ на бяло поле e8 · черен офицер на черно поле f8 · черен цар на черно поле h8 · черна пешка на бяло поле b7 · черен офицер на бяло поле d7 · черна пешка на черно поле g7 · черна пешка на бяло поле a6 · черна пешка на бяло поле e6 · бяла дама на бяло поле g6 · черна пешка на черно поле h6 · бял кон на черно поле g5 · черен кон на бяло поле h5 · черна пешка на черно поле d4 · бял офицер на бяло поле b3 · бяла пешка на бяло поле a2 · бяла пешка на черно поле b2 · бяла пешка на бяло поле c2 · бяла пешка на черно поле h2 · бял цар на бяло поле b1 · бял топ на бяло поле f1 · бял топ на черно поле g1 | 3 |
| 2 | черен топ на бяло поле a8 · черна дама на черно поле d8 · черен топ на бяло поле e8 · черен офицер на черно поле f8 · черен цар на черно поле h8 · черна пешка на бяло поле b7 · черен офицер на бяло поле d7 · черна пешка на черно поле g7 · черна пешка на бяло поле a6 · черна пешка на бяло поле e6 · бяла дама на бяло поле g6 · черна пешка на черно поле h6 · бял кон на черно поле g5 · черен кон на бяло поле h5 · черна пешка на черно поле d4 · бял офицер на бяло поле b3 · бяла пешка на бяло поле a2 · бяла пешка на черно поле b2 · бяла пешка на бяло поле c2 · бяла пешка на черно поле h2 · бял цар на бяло поле b1 · бял топ на бяло поле f1 · бял топ на черно поле g1 | черен топ на бяло поле a8 · черна дама на черно поле d8 · черен топ на бяло поле e8 · черен офицер на черно поле f8 · черен цар на черно поле h8 · черна пешка на бяло поле b7 · черен офицер на бяло поле d7 · черна пешка на черно поле g7 · черна пешка на бяло поле a6 · черна пешка на бяло поле e6 · бяла дама на бяло поле g6 · черна пешка на черно поле h6 · бял кон на черно поле g5 · черен кон на бяло поле h5 · черна пешка на черно поле d4 · бял офицер на бяло поле b3 · бяла пешка на бяло поле a2 · бяла пешка на черно поле b2 · бяла пешка на бяло поле c2 · бяла пешка на черно поле h2 · бял цар на бяло поле b1 · бял топ на бяло поле f1 · бял топ на черно поле g1 | черен топ на бяло поле a8 · черна дама на черно поле d8 · черен топ на бяло поле e8 · черен офицер на черно поле f8 · черен цар на черно поле h8 · черна пешка на бяло поле b7 · черен офицер на бяло поле d7 · черна пешка на черно поле g7 · черна пешка на бяло поле a6 · черна пешка на бяло поле e6 · бяла дама на бяло поле g6 · черна пешка на черно поле h6 · бял кон на черно поле g5 · черен кон на бяло поле h5 · черна пешка на черно поле d4 · бял офицер на бяло поле b3 · бяла пешка на бяло поле a2 · бяла пешка на черно поле b2 · бяла пешка на бяло поле c2 · бяла пешка на черно поле h2 · бял цар на бяло поле b1 · бял топ на бяло поле f1 · бял топ на черно поле g1 | черен топ на бяло поле a8 · черна дама на черно поле d8 · черен топ на бяло поле e8 · черен офицер на черно поле f8 · черен цар на черно поле h8 · черна пешка на бяло поле b7 · черен офицер на бяло поле d7 · черна пешка на черно поле g7 · черна пешка на бяло поле a6 · черна пешка на бяло поле e6 · бяла дама на бяло поле g6 · черна пешка на черно поле h6 · бял кон на черно поле g5 · черен кон на бяло поле h5 · черна пешка на черно поле d4 · бял офицер на бяло поле b3 · бяла пешка на бяло поле a2 · бяла пешка на черно поле b2 · бяла пешка на бяло поле c2 · бяла пешка на черно поле h2 · бял цар на бяло поле b1 · бял топ на бяло поле f1 · бял топ на черно поле g1 | черен топ на бяло поле a8 · черна дама на черно поле d8 · черен топ на бяло поле e8 · черен офицер на черно поле f8 · черен цар на черно поле h8 · черна пешка на бяло поле b7 · черен офицер на бяло поле d7 · черна пешка на черно поле g7 · черна пешка на бяло поле a6 · черна пешка на бяло поле e6 · бяла дама на бяло поле g6 · черна пешка на черно поле h6 · бял кон на черно поле g5 · черен кон на бяло поле h5 · черна пешка на черно поле d4 · бял офицер на бяло поле b3 · бяла пешка на бяло поле a2 · бяла пешка на черно поле b2 · бяла пешка на бяло поле c2 · бяла пешка на черно поле h2 · бял цар на бяло поле b1 · бял топ на бяло поле f1 · бял топ на черно поле g1 | черен топ на бяло поле a8 · черна дама на черно поле d8 · черен топ на бяло поле e8 · черен офицер на черно поле f8 · черен цар на черно поле h8 · черна пешка на бяло поле b7 · черен офицер на бяло поле d7 · черна пешка на черно поле g7 · черна пешка на бяло поле a6 · черна пешка на бяло поле e6 · бяла дама на бяло поле g6 · черна пешка на черно поле h6 · бял кон на черно поле g5 · черен кон на бяло поле h5 · черна пешка на черно поле d4 · бял офицер на бяло поле b3 · бяла пешка на бяло поле a2 · бяла пешка на черно поле b2 · бяла пешка на бяло поле c2 · бяла пешка на черно поле h2 · бял цар на бяло поле b1 · бял топ на бяло поле f1 · бял топ на черно поле g1 | черен топ на бяло поле a8 · черна дама на черно поле d8 · черен топ на бяло поле e8 · черен офицер на черно поле f8 · черен цар на черно поле h8 · черна пешка на бяло поле b7 · черен офицер на бяло поле d7 · черна пешка на черно поле g7 · черна пешка на бяло поле a6 · черна пешка на бяло поле e6 · бяла дама на бяло поле g6 · черна пешка на черно поле h6 · бял кон на черно поле g5 · черен кон на бяло поле h5 · черна пешка на черно поле d4 · бял офицер на бяло поле b3 · бяла пешка на бяло поле a2 · бяла пешка на черно поле b2 · бяла пешка на бяло поле c2 · бяла пешка на черно поле h2 · бял цар на бяло поле b1 · бял топ на бяло поле f1 · бял топ на черно поле g1 | черен топ на бяло поле a8 · черна дама на черно поле d8 · черен топ на бяло поле e8 · черен офицер на черно поле f8 · черен цар на черно поле h8 · черна пешка на бяло поле b7 · черен офицер на бяло поле d7 · черна пешка на черно поле g7 · черна пешка на бяло поле a6 · черна пешка на бяло поле e6 · бяла дама на бяло поле g6 · черна пешка на черно поле h6 · бял кон на черно поле g5 · черен кон на бяло поле h5 · черна пешка на черно поле d4 · бял офицер на бяло поле b3 · бяла пешка на бяло поле a2 · бяла пешка на черно поле b2 · бяла пешка на бяло поле c2 · бяла пешка на черно поле h2 · бял цар на бяло поле b1 · бял топ на бяло поле f1 · бял топ на черно поле g1 | 2 |
| 1 | черен топ на бяло поле a8 · черна дама на черно поле d8 · черен топ на бяло поле e8 · черен офицер на черно поле f8 · черен цар на черно поле h8 · черна пешка на бяло поле b7 · черен офицер на бяло поле d7 · черна пешка на черно поле g7 · черна пешка на бяло поле a6 · черна пешка на бяло поле e6 · бяла дама на бяло поле g6 · черна пешка на черно поле h6 · бял кон на черно поле g5 · черен кон на бяло поле h5 · черна пешка на черно поле d4 · бял офицер на бяло поле b3 · бяла пешка на бяло поле a2 · бяла пешка на черно поле b2 · бяла пешка на бяло поле c2 · бяла пешка на черно поле h2 · бял цар на бяло поле b1 · бял топ на бяло поле f1 · бял топ на черно поле g1 | черен топ на бяло поле a8 · черна дама на черно поле d8 · черен топ на бяло поле e8 · черен офицер на черно поле f8 · черен цар на черно поле h8 · черна пешка на бяло поле b7 · черен офицер на бяло поле d7 · черна пешка на черно поле g7 · черна пешка на бяло поле a6 · черна пешка на бяло поле e6 · бяла дама на бяло поле g6 · черна пешка на черно поле h6 · бял кон на черно поле g5 · черен кон на бяло поле h5 · черна пешка на черно поле d4 · бял офицер на бяло поле b3 · бяла пешка на бяло поле a2 · бяла пешка на черно поле b2 · бяла пешка на бяло поле c2 · бяла пешка на черно поле h2 · бял цар на бяло поле b1 · бял топ на бяло поле f1 · бял топ на черно поле g1 | черен топ на бяло поле a8 · черна дама на черно поле d8 · черен топ на бяло поле e8 · черен офицер на черно поле f8 · черен цар на черно поле h8 · черна пешка на бяло поле b7 · черен офицер на бяло поле d7 · черна пешка на черно поле g7 · черна пешка на бяло поле a6 · черна пешка на бяло поле e6 · бяла дама на бяло поле g6 · черна пешка на черно поле h6 · бял кон на черно поле g5 · черен кон на бяло поле h5 · черна пешка на черно поле d4 · бял офицер на бяло поле b3 · бяла пешка на бяло поле a2 · бяла пешка на черно поле b2 · бяла пешка на бяло поле c2 · бяла пешка на черно поле h2 · бял цар на бяло поле b1 · бял топ на бяло поле f1 · бял топ на черно поле g1 | черен топ на бяло поле a8 · черна дама на черно поле d8 · черен топ на бяло поле e8 · черен офицер на черно поле f8 · черен цар на черно поле h8 · черна пешка на бяло поле b7 · черен офицер на бяло поле d7 · черна пешка на черно поле g7 · черна пешка на бяло поле a6 · черна пешка на бяло поле e6 · бяла дама на бяло поле g6 · черна пешка на черно поле h6 · бял кон на черно поле g5 · черен кон на бяло поле h5 · черна пешка на черно поле d4 · бял офицер на бяло поле b3 · бяла пешка на бяло поле a2 · бяла пешка на черно поле b2 · бяла пешка на бяло поле c2 · бяла пешка на черно поле h2 · бял цар на бяло поле b1 · бял топ на бяло поле f1 · бял топ на черно поле g1 | черен топ на бяло поле a8 · черна дама на черно поле d8 · черен топ на бяло поле e8 · черен офицер на черно поле f8 · черен цар на черно поле h8 · черна пешка на бяло поле b7 · черен офицер на бяло поле d7 · черна пешка на черно поле g7 · черна пешка на бяло поле a6 · черна пешка на бяло поле e6 · бяла дама на бяло поле g6 · черна пешка на черно поле h6 · бял кон на черно поле g5 · черен кон на бяло поле h5 · черна пешка на черно поле d4 · бял офицер на бяло поле b3 · бяла пешка на бяло поле a2 · бяла пешка на черно поле b2 · бяла пешка на бяло поле c2 · бяла пешка на черно поле h2 · бял цар на бяло поле b1 · бял топ на бяло поле f1 · бял топ на черно поле g1 | черен топ на бяло поле a8 · черна дама на черно поле d8 · черен топ на бяло поле e8 · черен офицер на черно поле f8 · черен цар на черно поле h8 · черна пешка на бяло поле b7 · черен офицер на бяло поле d7 · черна пешка на черно поле g7 · черна пешка на бяло поле a6 · черна пешка на бяло поле e6 · бяла дама на бяло поле g6 · черна пешка на черно поле h6 · бял кон на черно поле g5 · черен кон на бяло поле h5 · черна пешка на черно поле d4 · бял офицер на бяло поле b3 · бяла пешка на бяло поле a2 · бяла пешка на черно поле b2 · бяла пешка на бяло поле c2 · бяла пешка на черно поле h2 · бял цар на бяло поле b1 · бял топ на бяло поле f1 · бял топ на черно поле g1 | черен топ на бяло поле a8 · черна дама на черно поле d8 · черен топ на бяло поле e8 · черен офицер на черно поле f8 · черен цар на черно поле h8 · черна пешка на бяло поле b7 · черен офицер на бяло поле d7 · черна пешка на черно поле g7 · черна пешка на бяло поле a6 · черна пешка на бяло поле e6 · бяла дама на бяло поле g6 · черна пешка на черно поле h6 · бял кон на черно поле g5 · черен кон на бяло поле h5 · черна пешка на черно поле d4 · бял офицер на бяло поле b3 · бяла пешка на бяло поле a2 · бяла пешка на черно поле b2 · бяла пешка на бяло поле c2 · бяла пешка на черно поле h2 · бял цар на бяло поле b1 · бял топ на бяло поле f1 · бял топ на черно поле g1 | черен топ на бяло поле a8 · черна дама на черно поле d8 · черен топ на бяло поле e8 · черен офицер на черно поле f8 · черен цар на черно поле h8 · черна пешка на бяло поле b7 · черен офицер на бяло поле d7 · черна пешка на черно поле g7 · черна пешка на бяло поле a6 · черна пешка на бяло поле e6 · бяла дама на бяло поле g6 · черна пешка на черно поле h6 · бял кон на черно поле g5 · черен кон на бяло поле h5 · черна пешка на черно поле d4 · бял офицер на бяло поле b3 · бяла пешка на бяло поле a2 · бяла пешка на черно поле b2 · бяла пешка на бяло поле c2 · бяла пешка на черно поле h2 · бял цар на бяло поле b1 · бял топ на бяло поле f1 · бял топ на черно поле g1 | 1 |
|   | a | b | c | d | e | f | g | h |   |

Спаски – Петросян 1 – 0

Сицилианска защита, 
вариант Найдорф

1. e4 c5 2. Kf3 d6 3. с4 c:d4 4. K:d4 Кf6 5. Kc3 a6 6. g5 Kbd7 7. Oc4 Да5 8. Дd2 h6 9. O:f6 K:f6 10. O-O-O е6 11. The1 Oe7 12. f4 O-O 13. b3 Te8 14. Цb1 Of8 15. g4! (виж диаграма 1) Спаски жертва пешка, но получава позиционен превес и открива линията g с матова атака. 15. ... К:g4 16. Дg2 Kf6 17. Tg1 Od7 18. f5 Цh8 19. Tdf1 Дd8 20. f:e6 f:e6 21. е5! Нова жертва на пешка, за да освободи полето за коня от с3.  21. ... d:e5 22. Ке4!! Жертва на фигура, която не може да се приеме поради заплахата 23. K:f6.  22. ... Kh5 23. Дg6! e:d4 24. K:g5!! (виж диаграма 2) с неизбежна жертва на черната дама за топ и офицер за спасение от мата (24. ... h:g5 25. Д:h5+ Цg8 26. Т:g5!! Д:g5 27. Д:g5) – 1 : 0. 